# Mass Effect 2
Mass Effect 2 (с англ. — «Эффект массы 2») — компьютерная игра в жанре ролевого боевика, разработанная канадской студией BioWare и выпущенная американской компанией Electronic Arts в январе 2010 года на платформах Xbox 360 и Windows, а также на PlayStation 3 в январе 2011 года.
Это вторая часть серии Mass Effect, являющаяся непосредственным продолжением первой игры. Её действие происходит в галактике Млечный Путь в XXII веке, когда человечество, осваивая космос, сталкивается с враждебным инопланетным видом — Коллекционерами, подконтрольными Жнецам. Главным героем является капитан Шепард — опытный офицер Космического флота Земли. По поручению организации «Цербер» он собирает команду специалистов (как людей, так и инопланетян), чтобы бороться с Коллекционерами. Игроки имеют возможность перенести сохранение из предыдущей части, влияя таким образом на сюжет игры.
Студия BioWare внесла в игровой процесс ряд изменений по сравнению с первой частью, жанрово приблизив игру к шутерам от третьего лица. Кроме того, разработчики сделали побочные квесты столь же важными, как и основной сюжет. Джек Уолл, основной композитор Mass Effect, также написал саундтрек для второй части, сделав его более мрачным и серьёзным, в соответствии с атмосферой игры. С января 2010 по май 2011 года для Mass Effect 2 было выпущено множество загружаемого контента, который как добавляет дополнительное оружие и экипировку, так и открывает новые миссии и вводит новых персонажей.
Mass Effect 2 имела коммерческий успех и получила положительные отзывы критиков. Так, версия игры для Xbox 360 получила 96 баллов из 100 возможных на сайте-агрегаторе Metacritic, а версия для персональных компьютеров — 94 из 100. К положительным сторонам игры были отнесены проработанность отдельных сюжетных линий потенциальных напарников Шепард(а), качественные сцены диалогов и боевая система. Вместе с тем, некоторые рецензенты посчитали, что сражения и ролевая система чрезмерно упрощены по сравнению с Mass Effect. Кроме того, игра получила множество наград от престижных организаций, таких как «Игра года» (Академия интерактивных искусств и наук) и «Лучшая игра 2011» (BAFTA).
В 2012 году состоялся релиз следующей части серии — Mass Effect 3. В 2021 году вышло переиздание трилогии под названием Mass Effect Legendary Edition.

## Игровой процесс
Mass Effect 2 — однопользовательская action/RPG, в которой игрок управляет капитаном Шепард(ом) (англ. Commander Shepard) от третьего лица. Перед началом игры выбирается имя персонажа, пол, внешность, один из нескольких вариантов предыстории (это влияет на количество очков героя/отступника), а также класс. Для выбора доступно шесть классов, каждый из которых подразумевает свой стиль ведения боя и позволяет использовать определённые типы оружия. Например, персонаж класса «адепт» в совершенстве владеет биотикой, но не умеет обращаться с большей частью оружия, «солдат», напротив, специализируется на применении разнообразного вооружения, а «разведчик» обычно атакует с дальней дистанции. Если игрок прошёл первую часть Mass Effect, он может синхронизировать сохранённые данные, чтобы загрузить готового персонажа. Это даёт ряд бонусов к развитию героя, а также влияет на развитие сюжета: так, в живых могут остаться персонажи, которые погибают в первой части согласно стандартному сюжету.

Исследование звёздной системы. В левом верхнем углу указано её название и степень исследованности. Также отображены миниатюры планет с их орбитами, ретранслятор массы и корабль «Нормандия». Стрелки в верхней части указывают на соседние звёздные системы.

Мир Mass Effect условно представлен картой галактики, которая используется для перемещения по миру. Галактика состоит из звёздных скоплений, которые делятся на звёздные системы. Последние, в свою очередь, включают несколько планет и, в некоторых случаях, космические станции. Между звёздными скоплениями «Нормандия» мгновенно переносится с помощью ретрансляторов массы, но для путешествия между системами требуется запас топлива, который постепенно расходуется. Пополнять запасы можно на специальных станциях, где также продаются зонды для добычи полезных ископаемых. Если топливо кончается, то корабль доставляется буксиром до ближайшей системы, но данная услуга не бесплатна. Полёты в рамках звёздной системы не расходуют запасы топлива.
На планетах и космических станциях игрок выполняет наземные операции. Большая часть квестов — это боевые задания, но некоторые подразумевают взаимодействие с неигровыми персонажами, находящимися на локации. По мере выполнения миссий игрок открывает новые места; некоторые встреченные люди и инопланетяне присоединяются к отряду, командиром которого является Шепард. Кроме того, выполняя миссии, отряд получает специальные «командные очки», которые необходимы для развития способностей и боевых навыков. Каждый боевой навык имеет четыре уровня развития; чем выше уровень, тем больше цена его дальнейшего улучшения. Когда навык полностью изучен, игрок выбирает один из двух вариантов его преобразования, каждый из которых даёт дополнительные бонусы.
Корабль «Нормандия» (англ. «Normandy SR-2») — основное средство перемещения между планетами, а также база для планирования дальнейших операций. На борту корабля игрок может взаимодействовать с членами экипажа, выбирать экипировку, проверять электронную почту, перемещаться между созвездиями с помощью схематичной карты галактики, а также сканировать планеты на наличие полезных ископаемых. Сбор этих ресурсов позволяет исследовать технологии, найденные во время выполнения миссий. Это, в свою очередь, даёт дополнительные бонусы: усиление оружия, повышение здоровья персонажа, увеличение топливного бака корабля и прочие. Поиск полезных ископаемых выполняется при помощи визирного перекрестья, которое перемещается по поверхности планеты. Когда осциллограф сообщает о наличии ресурсов в исследуемой области, игрок выпускает космический зонд. У продавцов на планетах и космических станциях можно приобрести дополнительные улучшения, оружие, экипировку, а также объекты для украшения корабля.
Помимо поиска полезных ископаемых, в Mass Effect 2 присутствуют две другие мини-игры: обход безопасности и взлом. Обе мини-игры могут быть активированы во время исследования локаций, когда Шепард находит зашифрованный файл, закрытый сейф или защищённую систему. Обход безопасности подразумевает поиск и соединение двух одинаковых узлов на схематически изображённой печатной плате. Сначала игрок выбирает один из узлов, подсвечивая его на несколько секунд, а затем, пока активна подсветка, ищет парный узел. Во время взлома игрок должен выбрать фрагмент программного кода, соответствующий предлагаемому образцу; фрагменты кода при этом медленно перемещаются по экрану снизу вверх.

### Боевая система

Игра в режиме тактической паузы. В нижней части экрана игрок может выбрать, какое оружие следует использовать главному герою или другим членам отряда, применить способность, а также отдать приказ на занятие указанной позиции (большая голубая стрелка в круге).

В сражениях участвует Шепард, которым(-ой) управляет сам игрок, а также не более двух его/её спутников, команды которым отдаёт искусственный интеллект. Сражения происходят в реальном времени, однако игрок в любой момент может перейти в режим тактической паузы, чтобы самостоятельно отдать приказы членам отряда. Управление персонажами производится от третьего лица с камерой, закреплённой над плечом героя(-ини). Большое значение имеют укрытия, которые позволяют избежать получения урона. Хотя спутники самостоятельно занимают укрытия, игрок может отдать им команду переместиться в другое место или применить способность.
В отличие от Mass Effect, где магазин был бесконечным (однако непрерывная стрельба приводила к перегреву оружия), во второй части боезапас ограничен, и оружие необходимо перезаряжать. В качестве боеприпасов используются термальные заряды (англ. thermal clips), которые предохраняют оружие от перегрева; когда ёмкость заряда исчерпана, он автоматически отстреливается и вставляется новый. Заряды универсальны и подходят практически к любому вооружению. Помимо использования различных типов оружия, игрок может сражаться с противниками врукопашную. Шепард и его союзники защищены силовыми щитами, поглощающими получаемый урон. После определённого количества попаданий энергия щита иссякает, и тогда последующий урон отнимает непосредственно очки здоровья. И энергия щита, и здоровье восстанавливается автоматически, если некоторое время персонаж не подвергался атакам. Игрок может воскрешать убитых членов отряда с помощью специального расходного предмета, однако игра заканчивается, если погибает сам(а) Шепард.
Враги имеют очки здоровья, а также дополнительно могут быть защищены барьерами, бронёй, щитами, либо комбинацией перечисленных средств. Каждый тип защиты имеет свою уязвимость: например, броня уязвима для огня, а также для попаданий из снайперских винтовок и тяжёлых пистолетов, а щиты пробиваются пистолетами-пулемётами и штурмовыми винтовками. Боссы обычно защищены барьерами, которые уязвимы для различных типов оружия и биотических атак. Когда враг теряет свою защиту, игрок может использовать специальные способности, временно выводящие его из строя или поднимающие в воздух. Другие навыки дают бонусы самому игроку, например, вводя его в состояние bullet time. Специальные способности можно использовать неограниченное количество раз, однако они имеют глобальное время перезарядки, то есть при использовании одной перезаряжаться начинают все.

### Диалоги и моральные качества

«Диалоговое колесо». Помимо нейтрального ответа (белым цветом, справа), доступна возможность «обаяния» (ответ героя, синим цветом). Возможность «устрашения» (ответ отступника) заблокирована.

Во время разговора с персонажами появляется «диалоговое колесо» (англ. dialogue wheel), с помощью которого игрок выбирает один из вариантов ответа. В левой его части обычно располагаются реплики, которые позволяют развить разговор и получить дополнительную информацию; ответы же справа продолжают разговор, приближая его к завершению. Реплики в верхней части диалогового колеса обычно более вежливые или самоотверженные, а в нижней — агрессивные и враждебные. В некоторых эпизодах также присутствует возможность прервать диалог, предприняв немедленные действия. Выбранные варианты ответов влияют на то, как другие персонажи будут относиться к Шепард(у), какие бонусы он(а) получит за выполнение миссий, с кем он(а) заведёт романтические отношения, а также на развитие его/её моральных качеств. Моральные качества Шепард(а) определяются количеством полученных очков героя (англ. paragon) и отступника (англ. renegade). При достаточном количестве набранных очков во время диалогов могут появляться дополнительные варианты ответов, имеющие большее влияние на дальнейшие события или позволяющие получить большую выгоду. Например, с помощью некоторых реплик можно завоевать преданность членов отряда, получить дополнительную информацию или избежать сражения.
Лояльность спутников можно завоевать, выполняя их персональные квесты. Помимо этого, в качестве награды спутник получает специальную способность или улучшение экипировки. Выполнение персональных квестов является одним из важнейших условий выживания отряда в последней миссии: может погибнуть как несколько членов команды, так и все, включая Шепард(а). Тем не менее, возможно развитие событий, когда все остаются в живых. После завершения игры можно начать прохождение заново, выбрав того же персонажа, сохранившего все свои умения и навыки.

## Сюжет

### Игровой мир
Сюжет разворачивается в Млечном Пути в XXII веке, когда стали возможны межзвёздные полёты и мгновенное перемещение между отдалёнными участками галактики благодаря открытию ретрансляторов массы (англ. mass relays), которые, как считается, оставлены древней инопланетной цивилизацией протеан (англ. Protheans). Эти ретрансляторы используют так называемые «поля эффекта массы», за счёт которых масса объектов может быть значительно уменьшена или увеличена. С помощью её уменьшения осуществляется перемещение на сверхсветовых скоростях. Млечный Путь, помимо людей, населяют другие высокоразвитые инопланетные цивилизации, представители которых образовали новый Галактический совет на космической станции «Цитадель» (англ. Citadel), в который могут войти и люди. Помимо них, вселенная Mass Effect представлена такими биологическими видами, как азари, саларианцы, турианцы, кварианцы, кроганы, ханары и другими, а также синтетическими видами гетов и Жнецов.
Во время событий Mass Effect армия гетов (англ. Geth) пыталась активировать портал, открывающий путь для древнего вида Жнецов (англ. Reapers), уничтожившей все цивилизации Млечного Пути за 50 000 лет до событий игры. С тех пор галактика живёт, страшась возможности очередного вторжения. Между тем, силу набирает шовинистическая организация «Цербер» (англ. Cerberus), стремящаяся усилить власть людей — её члены считают, что галактическое сообщество недостаточно уважает человеческий вид. Эта организация прибегает к любым, даже самым жестоким методам, включающим эксперименты над живыми подопытными, террористические акты, саботаж и заказные убийства. По этой причине «Цербер» был признан советом Цитадели террористической организацией, а её члены — преступниками.

### Персонажи

Игровые персонажи Mass Effect 2. Слева направо: Заид, Легион, Самара/Моринт, Тали, Мордин, Гаррус, Миранда, Грант, Джейкоб, Тейн, Джек, Касуми

Как и в Mass Effect, игрок может управлять мужским или женским персонажем по фамилии Шепард. Главный(-ая) герой(-иня) — командир элитного звездолёта «Нормандия SR-2» (англ. «Normandy SR-2»). Помимо соратников из предыдущей части (Тали, Гарруса, Рекса, Эшли, Кайдена, Лиары, а также ряда членов экипажа), в игру введены новые персонажи: офицер террористической организации «Цербер» Миранда Лоусон, оперативник «Цербера» Джейкоб Тейлор, саларианский учёный Мордин Солус, представительница криминального мира Джек, искусственно выращенный кроган Грант, дрелл-ассасин Тейн Криос, азари-юстициар Самара, серийная убийца Моринт (дочь Самары) и гет по имени Легион. Вместе с дополнениями Заид — Цена мести и Касуми — Украденная память в игру добавляются охотник за головами Заид Массани и воровка Касуми Гото. По мере развития сюжета игрок имеет возможность выполнить персональные квесты членов отряда. Это значительно повышает их шансы на выживание в последней миссии.

### История
События Mass Effect 2 начинаются через месяц после завершения сюжетной линии первой части серии. Патрулируя периметр, «Нормандия» подвергается неожиданной атаке неизвестного корабля; команда вынуждена покинуть судно. Шепард помогает пилоту Джокеру занять последнюю спасательную капсулу, но затем капитана выбрасывает в открытый космос, и он(а) погибает от асфиксии. Тело Шепард(а) остаётся на орбите ближайшей планеты, где спустя некоторое время его находят люди Серого посредника для последующей продажи представителям инсектоидного вида коллекционеров (англ. Collectors), чей корабль и уничтожил «Нормандию». Лиара Т’Сони отбивает саркофаг с телом и передаёт оперативникам «Цербера». Они запускают проект «Лазарь», целью которого является возвращение капитана к жизни. Спустя два года Шепард приходит в себя на операционном столе и слышит звук сирены — выясняется, что на исследовательскую станцию напали роботы, которые должны были обеспечивать безопасность. Шепард объединяется с Джейкобом и Уилсоном, чтобы спастись на шаттле. Однако Миранда, ожидающая отряд у шаттлов, убивает Уилсона, называя его предателем, из-за которого и произошло нападение. Затем Шепард встречается с Призраком, главой организации «Цербер», который объясняет, что человеческие колонии по всей галактике подвергаются атакам, а их жители бесследно исчезают.
Шепард, соглашаясь работать на «Цербер», отправляется на исследование колонии, которая недавно подверглась атаке; здесь он(а) находит доказательства, свидетельствующие о том, что Жнецы действуют через коллекционеров. Призрак предлагает Шепард(у) собрать команду и остановить их. База коллекционеров расположена за ретранслятором Омега-4 (англ. Omega-4), откуда ещё никто не возвращался. Шепард получает новый корабль — модернизированную версию «Нормандии», пилотируемую Джокером; на судне также установлен продвинутый искусственный интеллект СУЗИ. Шепард успевает взять в отряд Мордина, Гарруса, Джек и Гранта, когда Призрак сообщает о нападении на очередную колонию. С помощью результатов исследований, полученных Мордином, отряд Шепард(а) успешно отражает нападение, но большая часть населения оказывается захвачена коллекционерами. Шепард продолжает набирать соратников — Тали, Тейна и Самару, — когда Призрак сообщает об обнаружении предположительно вышедшего из строя корабля коллекционеров. Отряд Шепард(а) высаживается на корабле, не встречая никакого сопротивления, и узнаёт, что изначально коллекционеры были протеанами, которых Жнецы превратили в своих рабов. С помощью СУЗИ Шепард выясняет, как пройти через ретранслятор до того, как коллекционеры это заметят. Неожиданно корабль активируется, и отряд, подвергшийся нападению, спасается бегством. Отношения между Призраком и Шепард(ом) становятся напряжёнными, так как выясняется, что директор «Цербера» знал о ловушке.
Далее Шепард имеет возможность заслужить расположение членов команды, выполнив их персональные квесты. Затем отряд высаживается на брошенного Жнеца и получает специальный ответчик системы «свой-чужой», который необходим для безопасного прохождения через ретранслятор Омега-4. Здесь Шепард также может забрать с собой отключённого гета; если его активизировать, он выражает желание стать членом команды и берёт себе имя Легион. Инженеры встраивают ответчик «свой-чужой» в систему «Нормандии», пока Шепард со своим отрядом покидает судно. В это время на корабль нападают коллекционеры, проникающие на борт. Всех, кроме Джокера, которому удаётся спрятаться с помощью СУЗИ, коллекционеры забирают с собой. Джокер уводит корабль из засады, и команда Шепард(а) возвращается на «Нормандию». С помощью ретранслятора Омега-4 они отправляются на базу коллекционеров, расположенную в Галактическом центре. Проникнув на базу, они спасают выживших членов экипажа и пробиваются в главное помещение. Во время этой миссии члены отряда могут либо выжить, либо погибнуть, в зависимости от преданности к Шепард(у), степени улучшенности «Нормандии» и боевых задач, данных конкретным бойцам.
В главном помещении Шепард узнаёт, что коллекционеры конструировали нового Жнеца из генетического материала похищенных людей, но СУЗИ не может точно определить его истинное назначение. Шепард уничтожает устройство, подающее энергию для Жнеца, и готовится взорвать базу коллекционеров. Однако перед этим с ним связывается Призрак и предлагает стерилизовать базу с помощью радиационного импульса, но не уничтожать её, чтобы информация могла быть использована против Жнецов. Таким образом, игрок может решить либо уничтожить базу, либо принять предложение Призрака. Пробуждается личинка Жнеца, которую конструировали коллекционеры, и атакует отряд. Если выжило достаточное количество бойцов, они успевают покинуть базу; если никто из отряда не выжил, Шепард тоже погибает. На «Нормандии» Шепард вновь разговаривает с Призраком, который либо одобряет принятое решение (если база осталась невредима), либо осуждает его (если база была взорвана). Игра заканчивается тем, что галактика готовится к вторжению Жнецов, предваряя таким образом события Mass Effect 3.

## Дополнения
В 2010 и 2011 годах к игре было выпущено множество различных дополнений, добавляющих как новое оружие и экипировку, так и новые квесты и персонажей. Дополнения Логово Серого посредника и Прибытие являются сюжетными. В Логове Серого посредника главный герой встречается с бывшим членом команды Лиарой Т’Сони, чтобы найти торговца информацией, известного как Серый посредник. В дополнении Прибытие Шепард исследует доказательства вторжения Жнецов — это предваряет основные события Mass Effect 3. К другим дополнениям, расширяющим основной сюжет, относятся Заид — Цена мести, Касуми — Украденная память и Властелин. В отличие от версий для Xbox 360 и Microsoft Windows, версия для PlayStation 3 по умолчанию включает в себя дополнения Касуми — Украденная память, Логово Серого посредника и Властелин. Ввиду того, что изначально первая часть Mass Effect не выпускалась для PlayStation 3, было создано дополнение Начало, позволяющее игрокам влиять на ключевые моменты сюжета в первой части без необходимости её прохождения. Начало представляет собой интерактивный комикс.
Дополнения для Mass Effect 2 получили в основном положительные отзывы критиков, а Логово Серого посредника и Прибытие были номинированы на приз «Лучший загружаемый контент» по версии Spike Video Game Awards.

### Выпущенные дополнения
| |                      |                         |  |  |
| Место крушения Нормандии (англ. Normandy Crash Site) | 26 января 2010 года  | 18 января 2011 года     |  |  |
| Альянс обнаружил место крушения корабля «Нормандия-1», и перед командой Шепард(а) стоит задача разыскать жетоны погибших членов экипажа, а также установить мемориал. При приближении к некоторым объектам (к креслу пилота, остову транспорта «Мако», компьютеру, отображающему карту галактики), игрок видит короткий флэшбек из первой части, связанный с этим предметом. В обзоре IGN говорится, что это дополнение разделило команду сайта на два лагеря. Некоторые сотрудники посчитали миссию очень трогательной и эмоциональной, ставшей достойной данью погибшим членам экипажа; другие же назвали её «ужасной» и скучной. Журналист отмечает, что эта миссия намеренно сделана медленной, ведь игрок таким образом отдаёт последние почести сослуживцам Шепард(а), вспоминая о «былых временах». |                      |                         |  |  |
| Заид — Цена мести (англ. Zaeed — The Price of Revenge) | 28 января 2010 года  | 18 января 2011 года     |  |  |
| Добавляет квест, после выполнения которого в отряд вступает Заид Массани, бывший военный Альянса и охотник за головами. За двадцать лет до событий игры Заид вместе с Видо Сантьяго основал известный отряд наёмников «Синие светила». Однако Видо предал его и пытался убить; с тех пор Заид разыскивает его, желая отомстить. Он просит Шепард(а) помочь ему, соглашаясь в виде ответной благодарности вступить в отряд. Отряд Шепард(а) прибывает на нефтеперерабатывающее предприятие, которое захватил Видо. Здесь Заид, пытаясь пробиться внутрь, устраивает пожар, и игрок вынужден выбирать, спасать ли рабочих и дать Сантьяго уйти, либо убить бывшего напарника Заида и пожертвовать рабочими. Если игрок выбирает спасение рабочих, то Заид обвиняет Шепард(а), говоря, что он так и не сумел отомстить. Рядом с отрядом происходит взрыв, и Заида придавливает упавшей балкой; Шепард вытаскивает его из-под обломков, убеждая следовать приказам до окончания миссии (при достаточном количестве набранных очков героя). Если же игрок решает преследовать Видо, то Заиду удаётся убить его, но все гражданские погибают. Обозреватель сайта IGN назвал Заида интересным и достаточно неординарным персонажем: «Его лицо изуродовано щрамом, правый глаз бесцветный, а из плеча вырван кусок мяса. […] Он грубоват, необщителен, а во время миссии сосредоточен только на своей цели, практически не слушая, что говорит ему Шепард. Он жаждет мести и готов на всё ради неё». Журналист также отмечает, что если игрок захочет подчинить Заида своей воле, вести диалог с ним будет очень тяжело. «Надеюсь, BioWare продолжит создавать миссии, […] которые будет хотеться пройти ещё раз, чтобы узнать, чем бы всё закончилось [при ином развитии сюжета]», — заключает журналист. |                      |                         |  |  |
| Броня и оружие Цербера (англ. Cerberus Weapon and Armor) | 9 февраля 2010 года  | 19 января 2011 года     |  |  |
| Добавляет новый дробовик «Потрошитель» и штурмовую броню «Цербер». |                      |                         |  |  |
| Дуговой излучатель (англ. Arc Projector) | 9 марта 2010 года    | 18 января 2011 года     |  |  |
| Добавляет новое тяжёлое оружие «Дуговой излучатель». Цель, атакованная этим вымышленным оружием, сначала ионизируется невидимым лазером, а затем получает разряд высокого напряжения, после чего электрическая дуга переходит к следующей цели по принципу наименьшего сопротивления. |                      |                         |  |  |
| Повелитель пламени (англ. Firewalker) | 23 марта 2010 года   | 18 января 2011 года     |  |  |
| Добавляет транспортное средство «Молот» и пять новых миссий, выполняемых с использованием этого транспорта. Задача капитана Шепард(а) заключается в исследовании загадочного исчезновения двух учёных — Мануэля Кейса (англ. Manuel Cayce) и Роберта О’Лоя (англ. Robert O'Loy), — которые отправились на планету Зеона (англ. Zeona). В процессе выполнения миссии выясняется, что учёные обнаружили на планете протеанский артефакт. Однако Кейс понял, что Жнецы подчинили его коллегу, заставив передать им все найденные данные. Он убивает О’Лоя, но осознав, что сам начинает подвергаться влиянию Жнецов, кончает жизнь самоубийством, предварительно уничтожив артефакт. Игровой процесс в Повелителе пламени напоминает платформер: игрок исследует уровни с помощью транспортного средства, которое может ускоряться, выполнять резкие взлёты на небольшую высоту, стрелять и собирать ресурсы, скрытые под землёй. Во время прохождения миссий игроку необходимо уничтожать боевые машины гетов, перелетать с одной каменной плиты на другую, не упав в лаву, проезжать отрезок пути за отведённое время и так далее. Журналист Eurogamer назвал дополнение достаточно увлекательным, но слишком «оторванным» от остальных событий Mass Effect 2. «Эти миссии больше похожи на тренировку в управлении транспортом, который мы больше никогда не будем использовать», — говорится в рецензии. Обозреватель также замечает, что «Молот» управляется значительно лучше, чем «Мако» (транспорт из первой части), но он гораздо более хрупкий и имеет менее мощную пушку, из-за чего сражения кажутся слишком однообразными. Обозревателю Kotaku также понравилась идея нового дополнения, и он выразил надежду, что «Молот» будет доступен в третьей части. Вместе с тем, он добавил, что дополнение очень короткое и не предлагает практически ничего, кроме езды на транспортном средстве. В обзоре GameCritics высказывается аналогичное мнение, при этом журналист замечает, что было бы значительно интереснее, если бы транспорт был доступен в оригинальной игре. |                      |                         |  |  |
| Альтернативный набор одежды № 1 (англ. Alternate Appearance Pack 1) | 23 марта 2010 года   | 18 января 2011 года     |  |  |
| Добавляет дополнительную одежду для Джек, Тейна, Тали, Миранды, Гранта и Гарруса. |                      |                         |  |  |
| Касуми — Украденная память (англ. Kasumi — Stolen Memory) | 6 апреля 2010 года   | включено в базовую игру |  |  |
| Добавляет квест, в ходе которого к отряду присоединяется Касуми Гото, известная воровка. Дополнение включено в базовую игру для PlayStation 3. Во время выполнения этой миссии, в отличие от большинства других, игрок управляет только Шепард(ом) и Касуми; другие члены отряды недоступны для выбора. Касуми просит капитана помочь ей отомстить Доновану Хоку — торговцу оружием, убившего Кейдзи, её возлюбленного. Помимо этого, необходимо выкрасть блок с данными, содержащий воспоминания Кейдзи: среди них находится секректная информация, с помощью которой можно уничтожить всю галактику. Шепард, выдавая себя за представителя/представительницу криминального мира, отправляется на вечеринку в особняк Хока, а Касуми следует за ним/ней, оставаясь в невидимости. Отряду удаётся выкрасть блок с данными, но Хок, сразу заподозривший неладное, пытается захватить Шепард(а) и Касуми. В результате, они побеждают Хока и спасаются из особняка. В конце миссии игрок может предложить Касуми либо оставить, либо стереть воспоминания Кейдзи — в последнем случае она навсегда прощается с ним. Дополнение получило смешанные отзывы критиков; на сайте-агрегаторе Metacritic его средняя оценка составила 71 балл из 100. Большинство обозревателей сошлись во мнении, что новая миссия достаточно короткая; вместе с тем, журналисты сайтов Eurogamer, IGN и Worthplaying назвали задание очень увлекательным и хорошо проработанным, а Касуми — отличным новым персонажем с полезными боевыми умениями (такими, как возможность становиться невидимой и мгновенно перемещаться за спину противнику). Вместе с тем, в обзоре IGN отмечается, что в дальнейшем с Касуми практически нельзя взаимодействовать, в отличие от большинства других членов отряда, а по мнению журналиста Gamespot игроку будет трудно установить с ней эмоциональную связь. «Она [Касуми] — воровка, но без ауры секретности или таинственности. Мы знакомимся с ней в миссии, в которой её характер едва раскрывается. […] Она элегантна, но её присутствие в отряде совершенно не обязательно; она мила, но незаметна», — говорится в обзоре. Рецензент Game Revolution называет Касуми интересным персонажем, однако замечает, что она плохо вписана в дальнейшие события основного сюжета. |                      |                         |  |  |
| Набор «Уравнитель» (англ. Equalizer Pack) | 4 мая 2010 года      | 18 января 2011 года     |  |  |
| Дополнение, добавляющее в игру емкостной шлем, визор «Архон» и броню «Инферно». |                      |                         |  |  |
| Властелин (англ. Overlord) | 18 июня 2010 года    | включено в базовую игру |  |  |
| Дополнение включает в себя новую миссию, в которой Шепард должен остановить вышедший из-под контроля гибрид виртуального интеллекта и человека. Дополнение включено в базовую игру для PlayStation 3. Во Властелине фигурирует «Молот» — транспорт, впервые появившийся в дополнении Повелитель пламени. В начале миссии Шепард выясняет, что одна из баз «Цербера» была захвачена виртуальным интеллектом, который взял под контроль боевых роботов и убил почти весь персонал. Доктор Гэвин Арчер — единственный выживший — объясняет Шепард(у), как отключить виртуальный интеллект, однако капитан узнаёт, что ситуация значительно сложнее. Гэвин проводил эксперимент по созданию гибрида гета и человека; подопытным стал его брат Дэвид — гений математики, страдающий аутизмом. Благодаря своему неординарному пониманию математики, он нашёл способ взаимодействовать с гетами, и Гэвин принудил его участвовать в эксперименте. Тем не менее, получившаяся сущность вышла из-под контроля и пыталась перенести свою программу на другие устройства «Цербера», распространяясь как компьютерный вирус. Шепард(у) удаётся остановить виртуальный интеллект и предотвратить его распространение на другие планеты. В конце миссии капитан может либо позволить Гэвину Арчеру продолжить эксперимент, либо отвезти Дэвида в академию для одарённых подростков и закрыть проект. Властелин был положительно оценен критиками; на сайте-агрегарторе Metacritic версия для персональных компьютеров набрала 86 баллов из 100, а для XBox 360 — 81 из 100. Обозреватель IGN назвал игровой процесс и сюжет увлекательными, однако отметил, что это дополнение достаточно короткое. Он также положительно отозвался о появлении в одном из заданий транспорта «Молот» и наличии нескольких головоломок. Похожее мнение высказал и журналист Eurogamer, добавив однако, что «Молот» появляется скорее для того, чтобы оправдать его добавление в одном из предыдущих дополнений. Концовку миссии он также отнёс к положительным сторонам, но заметил, что другие члены отряда не высказывают никакого мнения по поводу эксперимента, проводимого Гэвином Арчером. «Такие персонажи, как Джек, Мордин или Легион обязательно нашли бы, что сказать [по поводу эксперимента]. Видя, как они просто молча стоят, мы вспоминаем о том, что они лишь компьютерные марионетки», — говорится в обзоре. В обзоре сайта GameCritics Властелин был назван отличным дополнением, который предлагает как увлекательный экшен, так и интересную сюжетную линию, причём оба эти компонента хорошо сочетаются. Журналист Game Revolution заметил, что это дополнение действительно очень интересное и не похоже на «очередную попытку заработать ещё больше денег». |                      |                         |  |  |
| Комплект «Эгида» (англ. Aegis Pack) | 6 июля 2010 года     | 18 января 2011 года     |  |  |
| Дополнение, добавляющее в игру снайперскую винтовку «Клык» и полный комплект брони «Кестрель». |                      |                         |  |  |
| Комплект «Огневая мощь» (англ. Firepower Pack) | 3 августа 2010 года  | 18 января 2011 года     |  |  |
| Дополнение, добавляющее в игру крупнокалиберный пистолет «Фаланга», плазменный дробовик гетов и штурмовую винтовку «Мотыга». |                      |                         |  |  |
| Логово Серого посредника (англ. Lair of the Shadow Broker) | 7 сентября 2010 года | включено в базовую игру |  |  |
| Сюжетное дополнение, связывающее события второй и третьей части. Шепард вместе с Лиарой Т’Сони противостоят Серому посреднику — влиятельному брокеру, торгующему информацией. В дополнении есть возможность продолжить романтические отношения с Лиарой. Входит в базовую игру для PlayStation 3. Лиара Т’Сони — учёная-азари, один из ключевых персонажей первой части серии, которая однако не появляется в основной сюжетной линии Mass Effect 2. Миссия начинается с того, что Шепард получает сообщение от Призрака, которому удалось завладеть данными о местонахождении Серого посредника. Он предлагает капитану отправиться на планету Иллиум (англ. Illium) и встретиться с Лиарой, которая преследовала Серого посредника более двух лет, с того момента, как корабль «Нормандия-1» разбился, и Посредник завладел телом Шепарда, надеясь выгодно его продать. Когда представители «Цербера» узнали об этом, они наняли Лиару и дрелла по имени Ферон (англ. Feron) — двойного агента, работавшего на Посредника, — чтобы вернуть тело капитана. Им удаётся выполнить миссию, но Серый посредник взял Ферона в плен. Лиара решает выручить товарища и отомстить Посреднику. Она назначает Шепард(у) встречу у себя дома, однако, прибыв туда, капитан встречает Спектра по имени Тела Вазир (англ. Tela Vasir), а также сотрудников полиции. Выясняется, что Вазир расследует покушение, совершённое на Лиару за несколько часов до этого; местоположение азари неизвестно. Шепарду удаётся установить, что Лиара отправилась на встречу со своим информатором в торговый центр. Прибыв на место, Шепард и Тела узнают, что торговый центр захвачен агентами Серого посредника; они решают разделиться, чтобы найти Лиару. Добравшись до нужной комнаты, отряд Шепард(а) находит мёртвого информатора Лиары, рядом с которым стоит Вазир. Неожиданно вошедшая в помещение Лиара утверждает, что это Вазир организовала покушение и убила информатора, завладев данными, указывающими на местонахождение Серого посредника. Тела спасается бегством, но отряду удаётся догнать её и вернуть диск с данными. Она утверждает, что многие годы получала важные сведения от Посредника и благодаря им спасала многие жизни — именно поэтому она пыталась не дать выследить своего информатора. С помощью полученных сведений Шепард и Лиара устанавливают местонахождение Серого посредника и побеждают его, сумев также спасти Ферона. В итоге Лиара становится новым Серым посредником, пользуясь тем, что ни один подчинённый не знает как он выглядит, а голос девушки модулируется вокодером. На сайте-агрегарторе Metacritic версия дополнения для ПК набрала 86 баллов из 100, а для XBox 360 — 87 из 100. Журналист Kotaku назвал это дополнение лучшим среди всех DLC, выпущенных для Mass Effect 2 ранее. По его мнению, все дополнительные миссии, появившиеся до этого, плохо вписывались в основную сюжетную канву, тогда как Логово Серого посредника предлагает действительно увлекательную историю и, кроме того, связывает события второй и третьей части. Похожее мнение высказал и обозреватель IGN: «Я был немного разочарован дополнениями [для Mass Effect 2]. Да, они имели хорошую сюжетную линию и вводили новых интересных персонажей, но оставалось ощущение, что всё произошедшее становится неважным после окончания миссии. Но с выходом нового дополнения Логово Серого посредника ситуация изменилась». Он отмечает, что сюжет устанавливает между главным героем и Лиарой, превратившейся из стеснительной девушки в решительную женщину, тесную связь, даже если они не завели романтические отношения в предыдущей части. К положительным сторонам также были отнесены «потрясающие локации» и красивые кат-сцены. Помимо этого, журналист выделил новые элементы игрового процесса — такие, как погоня на летающей машине и необходимость использовать нестандартные тактики для победы над боссами. Вместе с тем он отметил, что эта миссия из-за своей важности и потенциального влияния на события Mass Effect 3 не должна была быть выпущена как DLC или, по крайней мере, должна быть доступной для всех, купивших игру. В обзоре Game Revolution также отмечается, что Логово Серого посредника — единственное дополнение, в которое имеет смысл играть после завершения основного сюжета. Журналист выделил динамично развивающийся сюжет и отлично проработанные диалоги, в которых время от времени появляются юмористические моменты, более полно раскрывающие историю взаимоотношений Шепард(а) и Лиары. Помимо этого, в рецензии отмечается, что после завершения миссии игроку будет интересно исследовать корабль Серого посредника, находя полезные разведданные и забавные материалы, связанные с другими членами отряда. Журналист сайта VideoGamer также положительно отозвался о диалогах в игре, заметив, что в некоторых моментах BioWare хорошо удалось пошутить над элементами собственной игры, которые многие фанаты критиковали. «Уворачиваясь от летящих в них пуль, Шепард и Лиара обсуждают, почему наёмники постоянно атакуют их по нескольку человек с разных направлений вместо того, чтобы напасть всем сразу», — говорится в обзоре. В резюме обозреватель отмечает, что хотя это дополнение нельзя назвать дешёвым, оно очень увлекательное и красивое. На сайте PC Gamer дополнение было оценено неоднозначно: сражения были названы «однообразными», а сцена погони «провальной» из-за неудобного управления и постоянных «понуканий» от Лиары. Сама база Серого посредника удостилась похвалы, но журналист заметил, что ориентироваться в ней неудобно из-за «ужасной системы укрытий или перелезания через препятствия», а сам последний босс оказался ничем не примечательным монстром. «Во всех нелепых объяснениях Лиары касательно того, почему она не выходила на связь с Шепард(ом), явно сквозит: „потому что бюджет BioWare, выделенный на озвучивание, не потянул бы этого, любовь моя“. Но, вместе с тем, это дополнение — явный шаг вперёд по сравнению с теми неуклюжими воссоединениями [, которые мы видели раньше], поэтому я более-менее удовлетворён», — заключает рецензент. В 2010 году данное дополнение было номинировано на премию «Лучший загружаемый контент» по версии Spike Video Game Awards, однако награду получил Undead Nightmare, загружаемый контент для игры Red Dead Redemption. |                      |                         |  |  |
| Комплект брони и оружия «Терминус» (англ. Terminus Weapon and Armor) | вместе с предзаказом | 18 января 2011 года     |  |  |
| Добавляет излучатель сингулярности M-490 «Буря» и броню «Терминус». |                      |                         |  |  |
| Recon Operations Pack | вместе с предзаказом | 19 января 2011 года     |  |  |
| Добавляет экипировку коллекционеров, а также снаряжение, получаемое по акции, проводимой Dr. Pepper: интерфейс «Страж», визор «Тень» и шлем «Разведчик». |                      |                         |  |  |
| Mass Effect: Начало (англ. Mass Effect: Genesis) | 17 мая 2011 года     | 18 января 2011 года     |  |  |
| Дополнение представляет собой интерактивный комикс, кратко пересказывающий события первой части игры, во время просмотра которого принимаются решения, влияющие на развитие сюжета второй части. Данное дополнение можно запустить сразу после вступительного ролика. Актуально для игроков, не проходивших Mass Effect. Дополнение входит в базовую игру для PlayStation 3. |                      |                         |  |  |
| Альтернативный набор одежды № 2 (англ. Alternate Appearance Pack 2) | 8 февраля 2011 года  | 8 февраля 2011 года     |  |  |
| Дополнение включает новую одежду для Миранды, Гранта и Тали. |                      |                         |  |  |
| Прибытие (англ. Arrival) | 29 марта 2011 года   | 29 марта 2011 года      |  |  |
| Связывает события второй и третьей части Mass Effect. Шепард получает задание спасти из батарианской тюрьмы доктора Аманду Кенсон (англ. Amanda Kenson), которая нашла артефакт Жнецов, доказывающий, что они готовят вторжение. Команда Кенсон пыталась взорвать батарианский ретранслятор массы, так как, согласно их сведениям, Жнецы планировали прибыть именно в эту систему и затем использовать ретранслятор для перемещения в другие части галактики. Шепард(у) удаётся спасти заключённую, и она просит капитана отправиться на научную базу, чтобы увидеть артефакт своими глазами. Артефакт каким-то образом передавал Аманде видения, и таким образом она узнала о вторжении. Доктор также рассказывает, что ретранслятор придётся разрушить, направив в его сторону ближайший астероид, на котором и располагается научная станция. Это, однако, может привести к гибели всей системы. На базе Шепард видит таймер, отсчитывающий время, оставшееся до прибытия Жнецов (около 48 часов). Кенсон объясняет, что артефакт регулярно излучает импульсы, частота которых постоянно увеличивается — согласно выдвинутой гипотезе, он реагирует на приближение Жнецов. Рядом с артефактом Кенсон неожиданно нападает на Шепард(а), и капитан понимает, что весь персонал базы оказался под влиянием Жнецов. Солдатам удаётся схватить Шепард(а); доктор приказывает отнести его в медицинский отсек, так как капитан ещё нужен живым. Здесь его содержат под наблюдением и регулярно вводят снотворное, однако Шепард приходит в себя и сбегает. С этого момента у игрока есть около полутора часов реального времени, чтобы остановить вторжение. Шепард(у) удаётся запустить астероид в сторону ретранслятора, однако Кенсон жертвует собой и взрывает гранату рядом с капитаном, пытаясь не дать ему/ей спастись. Шепард приходит в себя после взрыва и бежит к спасательным шаттлам, так как у него/неё практически не осталось времени до столкновения астероида с ретранслятором. Здесь с ним/ней на связь выходит Предвестник, один из Жнецов, который утверждает, что уничтоженный рестранслятор не остановит вторжение. В последний момент Шепард(а) подбирает «Нормандия», и команде удаётся спастись. Если игрок решил не предупреждать колонию батарианцев о надвигающейся катастрофе, то, отчитываясь перед адмиралом Хакеттом о выполненном задании, Шепард говорит, что не успел(а) выйти с ними на связь. Если же игрок пытается отправить предупреждение, Шепард(у) не удаётся этого сделать этого, так как Кенсон отключает канал связи. Адмирал замечает, что произошедшее может значительно ухудшить отношения людей с батарианцами и советует Шепард(у) готовиться к возможным последствиям. Прибытие получило смешанные отзывы критиков. На сайте-агрегаторе Metacritic версия для персональных компьютеров набрала 63 балла из 100, версия для XBox 360 — 65 из 100, а версия для PlayStation 3 — 68 из 100. По мнению рецензента сайта Absolute Games, Прибытие смотрится значительно хуже на фоне предыдущего сюжетного дополнения Логово Серого посредника: «Завязка манит ожиданием чего-то невероятного. […Однако,] несмотря на важность, миссия до жути скучна». Сражения обозреватель называет «вялыми», а способ раскрытия сюжета через чтение чужих дневников «ленивым и осточертевшим приёмом». Единственное достоинство, отмеченное в обзоре — красивая графика. Журналист IGN отметил, что хотя в большинстве сражений Шепард участвует в одиночку, игра не становится от этого сложнее; по его мнению, в Прибытии слишком много перестрелок и недостаточно диалогов. «Прибытие — неплохое дополнение с несколькими классными моментами, но не ожидайте, что от восхищения у вас в животе будут порхать бабочки», — заключает обозреватель. Он также добавил, что Кейси Хадсон пообещал «не наказывать» игроков, не купивших это дополнение — оно будет иметь определённое влияние на события Mass Effect 3, но играть ключевую роль не будет. По мнению обозревателя сайта Game Revolution, идея дополнения очень интересна, но обоснование всего происходящего далеко от идеала: «Персонажи практически ничего не объясняют; когда же дело всё-таки доходит до этого, объяснения выглядят как придуманный за пару минут повод застрелить каких-то придурков и в процессе нажать несколько кнопок». Вместе с тем, журналист не соглашается с мнением своего коллеги с сайта IGN, говоря, что сражения достаточно сложные и интересные, а правильное использование способностей необходимо для выживания. Он добавил, что в одном из моментов даже если Шепард(у) не удаётся отразить нападение, игра не заканчивается, и это «дешёвый приём, чтобы продвинуть и без того слабый сюжет». Подобное мнение высказал и журналист сайта VideoGamer, замечая, что сюжет достаточно банальный и не предлагает делать никаких морально сложных выборов. Аманда Кенсон показалась ему слишком простым и неглубоким персонажем, который, кроме того, весьма непривлекателен внешне. К отрицательным сторонам он отнёс также отсутствие других членов отряда и чрезмерную линейность игрового процесса, говоря, что ожидал большего от дополнения, которое должно связать события второй и третьей частей серии. В 2011 году данное дополнение было номинировано на премию «Лучший загружаемый контент» по версии Spike Video Game Awards, однако награду получил Peer Review, загружаемый контент для игры Portal 2. |                      |                         |  |  |

## Музыкальное сопровождение

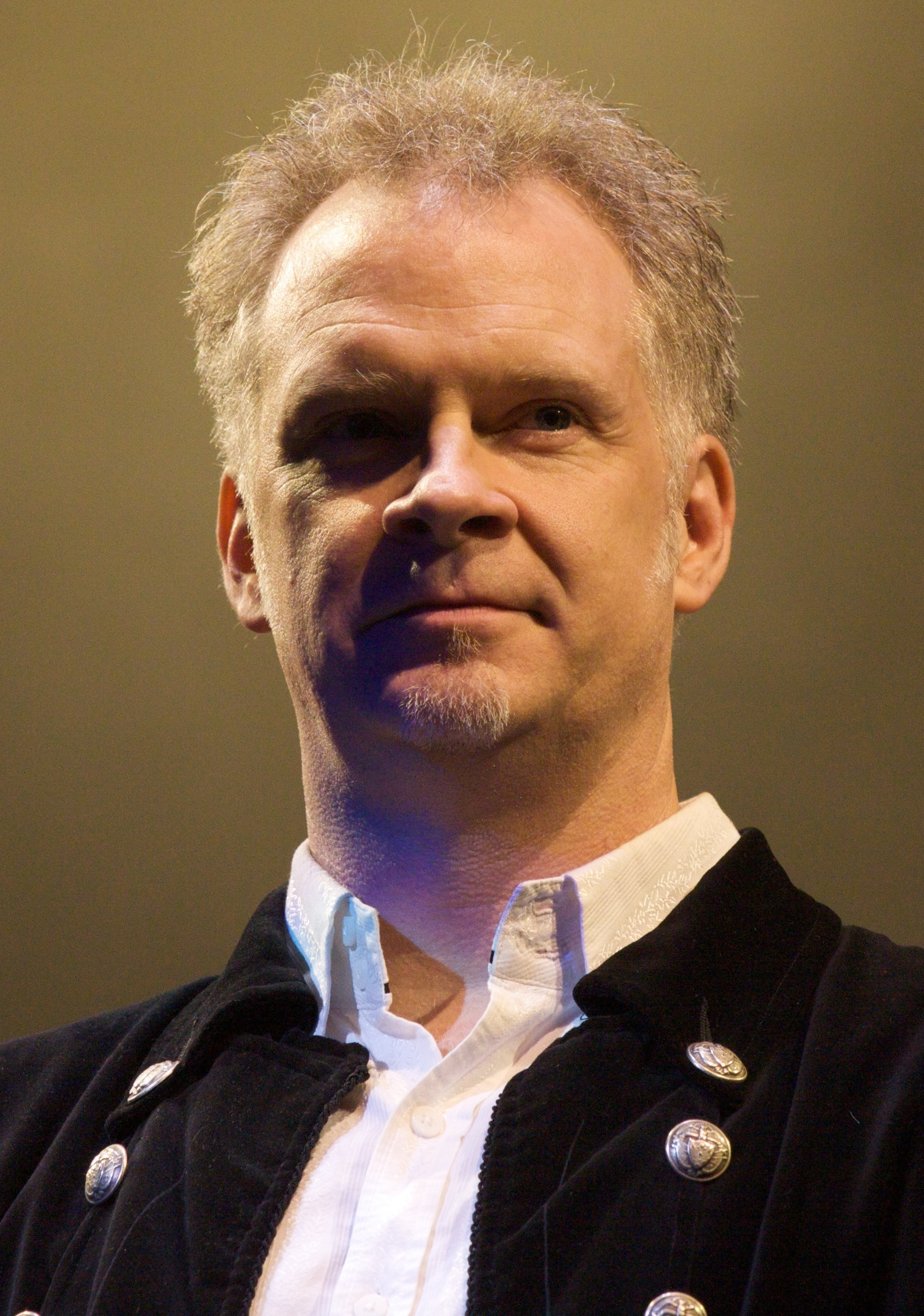
Основным композитором является Джек Уолл, ранее работавший над музыкой для Mass Effect.

Музыка для Mass Effect 2 была написана Джеком Уоллом, который также создал саундтреки для Mass Effect и Jade Empire; в создании некоторых композиций участвовали Сэм Хьюлик, Дэвид Кейтс и Джимми Хинсон. В отличие от музыки из первой игры серии, перед композиторами была поставлена задача написать более мрачный саундтрек, лучше соответствующий атмосфере игры. Музыка записывалась с участием оркестра, а затем была обработана с помощью компьютерных программ, чтобы придать ей «научно-фантастический» оттенок. Джек Уолл был вдохновлён популярным фильмом «Бегущий по лезвию», песнями немецкой группы Tangerine Dream и гармонической структурой композиций Венди Карлоса, написанных для фильма «Трон». Помимо этого, многие персонажи, играющие важную роль в сюжете, также получили свои музыкальные темы, раскрывающие их предысторию и черты характера. По словам Дэвида Кейтса, c помощью музыки они хотели отразить широкий спектр эмоций.
Музыкальное сопровождение Mass Effect 2 издавалось на нескольких альбомах, первый из которых был выпущен 19 января 2010 года под названием Mass Effect 2: Original Videogame Score и включал в себя 27 треков на двух дисках общей длительностью почти в два часа. Он был записан и спродюсирован компанией Wall of Sound. Вместе с дополнительными загружаемыми материалами Касуми — Украденная память, Властелин и Прибытие также были введены новые музыкальные композиции, созданные группой Sonic Mayhem. Музыку к дополнению Логово Серого посредника написал Кристофер Леннерц. Музыка Mass Effect 2 была номинирована в категориях «Лучшая оригинальная музыка» (BAFTA, 2011) и «Лучший саундтрек, выпущенный как альбом» (G.A.N.G., девятая церемония награждения).
Второй альбом Mass Effect 2: Atmospheric был выпущен 7 сентября 2010 года и включает в себя композиции в стиле эмбиент, не попавшие на первый релиз. Mass Effect 2: Combat был выпущен 5 октября 2010 года и также включает в себя композиции, отсутствующие в первом альбоме. Релиз Mass Effect 2: Kasumi’s Stolen Memory состоялся 30 ноября 2010 года. В этот альбом вошли музыкальные композиции из дополнения Касуми — Украденная память. Mass Effect 2: Overlord, включающий в себя композиции из дополнения Властелин, был выпущен 14 декабря 2010 года. Mass Effect 2: Lair of the Shadow Broker, выпущенный 14 декабря 2010 года, включает музыку из дополнения Логово Серого посредника. Mass Effect 2: Legacy состоит из треков, написанных для Mass Effect 2, но по каким-либо причинам так и не добавленных в игру. Альбом выпущен лейблом Big Giant Circles 14 марта 2012 года.
| №   | Название                  | Длительность |
| --- | ------------------------- | ------------ |
| 1.  | «The Illusive Man»        | 2:23         |
| 2.  | «Humans Are Disappearing» | 2:00         |
| 3.  | «The Attack»              | 5:13         |
| 4.  | «The Lazarus Project»     | 1:10         |
| 5.  | «A Rude Awakening»        | 1:39         |
| 6.  | «The Normandy Reborn»     | 2:06         |
| 7.  | «Miranda»                 | 5:22         |
| 8.  | «Jacob»                   | 6:02         |
| 9.  | «Freedom's Progress»      | 5:41         |
| 10. | «Thane»                   | 9:19         |
| 11. | «Garrus»                  | 6:04         |
| 12. | «An Unknown Enemy»        | 2:41         |
| 13. | «Samara»                  | 8:53         |
| 14. | «Grunt»                   | 5:26         |
| 15. | «Horizon»                 | 2:56         |
| 16. | «Tali»                    | 5:58         |
| 17. | «Mordin»                  | 6:27         |
| 18. | «The Normandy Attacked»   | 2:11         |
| 19. | «Jack»                    | 6:28         |
| 20. | «Legion»                  | 6:22         |
| 21. | «Jump Drive»              | 2:16         |
| 22. | «Crash Landing»           | 3:43         |
| 23. | «The Collector Base»      | 3:52         |
| 24. | «The End Run»             | 2:57         |
| 25. | «Suicide Mission»         | 4:45         |
| 26. | «New Worlds»              | 2:30         |
| 27. | «Reflections»             | 1:19         |

| №  | Название                   | Длительность |
| -- | -------------------------- | ------------ |
| 1. | «What the Future Holds»    | 2:41         |
| 2. | «Charges of Treason»       | 1:35         |
| 3. | «Shuttle Ride»             | 1:09         |
| 4. | «Finding Samara»           | 4:05         |
| 5. | «Facial Reconstruction»    | 1:34         |
| 6. | «Chatting with Mordin»     | 1:47         |
| 7. | «Finding Archangel»        | 2:44         |
| 8. | «Negotiating with Miranda» | 1:48         |
| 9. | «Pure Krogan»              | 3:19         |

| №   | Название                   | Длительность |
| --- | -------------------------- | ------------ |
| 1.  | «Gunship Battle»           | 2:42         |
| 2.  | «Gathering Charges»        | 2:14         |
| 3.  | «Mother vs. Daughter»      | 1:33         |
| 4.  | «Collector Fever»          | 2:39         |
| 5.  | «Testing Memories»         | 2:57         |
| 6.  | «Infiltration»             | 3:55         |
| 7.  | «Delivering the Cure»      | 3:06         |
| 8.  | «Escape from Omega»        | 1:59         |
| 9.  | «Convincing Jack»          | 1:56         |
| 10. | «Grunt Awakens»            | 2:10         |
| 11. | «The Long Walk»            | 4:18         |
| 12. | «The Human Reaper»         | 1:34         |
| 13. | «The Swarms/Shepard's End» | 1:24         |
| 14. | «The Final Reckoning»      | 1:11         |

| №  | Название            | Длительность |
| -- | ------------------- | ------------ |
| 1. | «Death from Above»  | 2:59         |
| 2. | «Making Our Escape» | 2:43         |
| 3. | «Infiltration»      | 2:35         |
| 4. | «Party Music»       | 2:03         |

| №  | Название             | Длительность |
| -- | -------------------- | ------------ |
| 1. | «Final Conversation» | 1:37         |
| 2. | «Boss Combat»        | 1:39         |
| 3. | «Tension Rising»     | 1:39         |
| 4. | «Combat Troops»      | 1:32         |

| №  | Название             | Длительность |
| -- | -------------------- | ------------ |
| 1. | «As They Enter»      | 1:14         |
| 2. | «Building Explosion» | 1:39         |
| 3. | «Agent Combat»       | 1:06         |
| 4. | «Double Cross»       | 1:12         |
| 5. | «Vasir Combat»       | 3:26         |
| 6. | «Shadow Broker»      | 1:10         |
| 7. | «Final Combat»       | 2:44         |

| №  | Название                     | Длительность |
| -- | ---------------------------- | ------------ |
| 1. | «Shepard of the Galaxy»      | 6:27         |
| 2. | «Cosmic Visions»             | 2:15         |
| 3. | «Faster Than Light»          | 3:49         |
| 4. | «No One Believes Me»         | 1:38         |
| 5. | «March of Legions»           | 1:14         |
| 6. | «Hold the Line»              | 1:29         |
| 7. | «Lost Souls»                 | 1:46         |
| 8. | «This Place Feels Unnatural» | 2:27         |
| 9. | «Nova Siberia OC ReMix»      | 2:55         |

## Разработка игры
Разработка Mass Effect 2 велась в студии BioWare под руководством Кейси Хадсона, ранее отвечавшего за создание Mass Effect. Проект был запущен в 2008 году, почти сразу после выхода первой части серии для персональных компьютеров. Непосредственно перед началом работы команда BioWare общалась с фанатской аудиторией, чтобы учесть их пожелания к будущей игре, и создала обобщённый список потенциальных нововведений.
Основной целью разработчиков, по их словам, стало не только создать новую игру, но и извлечь из этого полезный опыт. Так, если в первой части необходимо было следовать основной сюжетной линии, то в Mass Effect 2 было решено сделать упор на «миссии на лояльность», независимые от основного сюжета, где главный(-ая) герой(-иня) Шепард должен(-на) завоёвывать доверие своих соратников. Выполнение этих заданий является основным условием прохождения последней «самоубийственной миссии» без потери персонажей. В одном из интервью Кейси сказал: «Многие наверняка заметят, что помимо поиска новых соратников и построения отношений с командой, в игре толком нет никакого сюжета — но ведь это и есть полноценный сюжет».
В марте 2009 года разработкой игры занималось уже 30 человек при участии студии EA Montreal. Хотя в команду входило несколько сотрудников, ранее работавших над созданием Mass Effect, большая часть людей была приглашена впервые. Созданием сценария к игре, как и к первой части, занимался Дрю Карпишин, который, однако, покинул команду незадолго до окончания разработки Mass Effect 2. Впоследствии в одном из интервью он рассказал, что рассматривались другие варианты развития сценария. Согласно одному из них, в центре сюжета должно было стоять распространение Тёмной энергии, влияющее на пространство-время и приближающее гибель Вселенной; целью Жнецов было остановить этот процесс. Суть другой идеи заключалась в том, что Шепард является представителем инопланетного вида, но не знает об этом. Однако это слишком напоминало историю Ревана, героя Knights of the Old Republic, и от такого сюжетного поворота решили отказаться. Кейси Хадсон упомянул два обстоятельства, негативно повлиявших на разработку игры: урезание бюджета со стороны EA Games вследствие мирового экономического кризиса, заставившее разработчиков отказаться от воплощения ряда амбициозных идей, а также множественные случаи заболевания свиным гриппом, из-за которых запланированные сроки были сорваны. Однако, несмотря на трудности, Хадсон остался доволен результатом и посчитал, что основные поставленные задачи выполнены.
Разработка игры велась одновременно для персональных компьютеров и игровой приставки Xbox 360. Обеим платформам уделялось достаточное внимание, чтобы создать удобный интерфейс и панель управления. Изначально разработчики отрицали, что игра выйдет на PlayStation 3, однако в версии для ПК игроками были найдены элементы программного кода, предназначенные для PS3. Это было объяснено тем, что Unreal Engine — игровой движок, используемый в Mass Effect 2, — является кроссплатформенным. Версия игры для PlayStation 3, вышедшая годом позже, использует модифицированную версию этого движка, созданную специально для Mass Effect 3. Также были улучшены модели персонажей, а панель управления приспособлена для геймпада PS3 (хотя в игре также присутствует вспомогательная модель управления, похожая на используемую в версии для Xbox 360).

### Геймплей

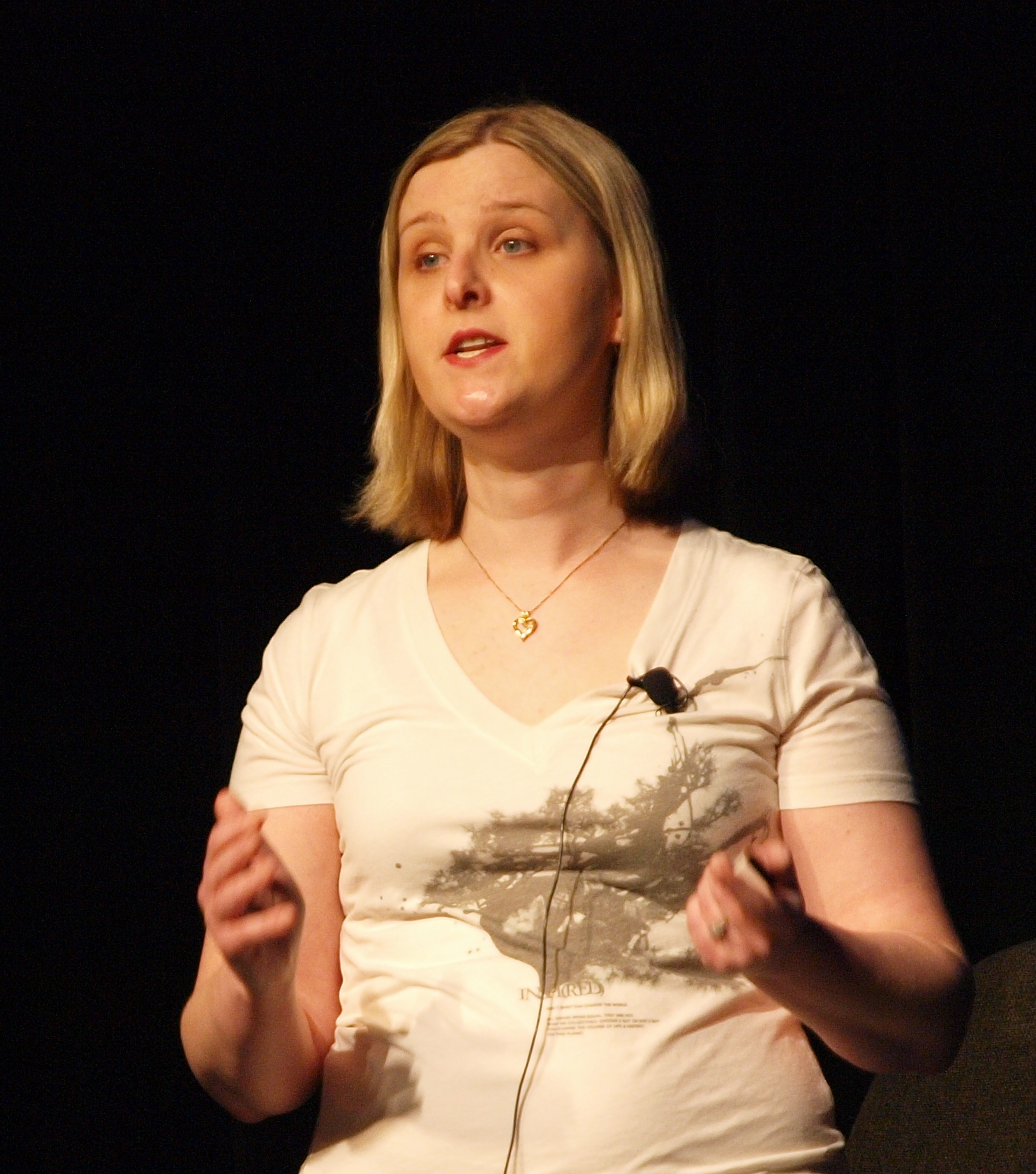
Кристина Норман, одна из главных дизайнеров игры, на выступлении на Game Developers Conference в 2010 году

На ранних стадиях создания игры разработчики и дизайнеры занимались главным образом такими составляющими геймплея, как шутер и элементы RPG. Продюсер Адриэн Чо сказал, что игра изначально планировалась как гибридная, включающая в себя как экшен, так и ролевую составляющую. Это было сделано для того, чтобы Mass Effect 2 была более разнообразной и интересной для широкой аудитории. По словам дизайнера Кристины Норман, стояла задача сделать сцены сражений интереснее и расширить возможности по улучшению оружия и развития навыка стрельбы. Однако эта задача усложнялась тем, что команда BioWare прежде не создавала игры с упором на шутер, поэтому потребовалось около трёх месяцев на разработку базовых сцен стрелковых сражений — для этого использовались наработки Mass Effect. Было создано 19 видов оружия с 108 модификациями. Изначально не планировалось ограничивать количество боеприпасов (эта функция использовалась только на ранних стадиях тестирования), однако затем члены команды заметили, что данное нововведение положительно влияет на динамичность сражений, и его решено было оставить.
Команда BioWare хотела сделать больший упор на действиях в режиме реального времени, а не тактической паузы. Норман объяснила, что постоянная необходимость ставить игру на паузу, чтобы, например, применить биотическую способность, была недостатком первой части, поэтому управление переработали. Также было решено ввести возможность автоматического восстановления здоровья, так как постоянное использование аптечек нередко отвлекало игроков во время сражения. Норман, однако, отметила, что целью было не упрощение элементов RPG, а упрощение их использования. Так, в Mass Effect 2 были урезаны варианты развития навыков, но их влияние на боевые возможности персонажей стало более существенным. Навыки напрямую влияют на боевой стиль персонажа, открывают для него новые возможности, одновременно наделяя определёнными уязвимостями. После применения навыков персонажу необходимо восстанавливать свои силы, в отличие от первой части игры, где можно было использовать несколько специальных атак подряд, что выглядело слишком просто и неестественно.
Инвентарь, неудобство которого в первой части критиковали многие фанаты и журналисты, был полностью переработан. По мнению членов команды, это стало одним из самых сложных моментов разработки. Инвентарь был выполнен таким образом, чтобы игрок мог легко поменять экипировку и быстро получить информацию о членах отряда. Для этого был выполнен анализ панелей управления в существующих играх, однако ни в одной из них не было необходимости работать с таким количеством персонажей сразу. Норман отметила, что команда постаралась создать настолько простой интерфейс, чтобы игроки не воспринимали его как инвентарь как таковой. Помимо этого, было внедрено больше подсказок и примечаний, например, сообщающих о сильных и слабых сторонах противников — таким образом, игроки могли продумать, как лучше с ними справиться и разработать соответствующую тактику.
Первоначально предполагалось ввести в игру мультиплеер, но проект вышел за рамки изначального плана, и от этой идеи пришлось отказаться. Тем не менее, коллективная игра была реализована в следующей части серии.

### Игровой мир и персонажи

Ранние концепт-арты Джек (сверху) и Тейна Криоса (снизу)

В Mass Effect 2, помимо присутствия персонажей из первой части, было решено ввести множество новых героев, а также добавить несколько видов, таких как коллекционеры и дреллы. По словам художественного директора Дерека Уоттса, создавать инопланетные виды было нелегко, но ещё сложнее оказалось придумывать их космические корабли, оружие и миры — это заняло несколько месяцев. В изначальной концепции коллекционеры представляли собой высокоразвитый и независимый от Жнецов вид, чьи стальные корабли должны были быть обильно покрыты зеленью, а сами коллекционеры — внешне похожими на крабов или насекомых. Впоследствии разработчики решили сделать общество коллекционеров похожим на улей, чтобы оно казалось человеку непонятным и враждебным. Финальный босс должен был быть похожим на огромного человеческого младенца, но впоследствии от этой идеи было решено отказаться.
Миранда Лоусон, представительница организации «Цербер», была введена как сексуально привлекательный персонаж и создана на основе внешности актрисы Ивонн Страховски, которая озвучивала героиню. Миранда изначально должна была иметь светлые волосы, но разработчики решили, что девушка будет брюнеткой, чтобы больше соответствовать образу роковой женщины. Одежда Миранды была смоделирована так, чтобы подчеркнуть идеальный внешний вид и красоту персонажа. Во многих сценах с участием Миранды камера намеренно расположена в ракурсе, подчёркивающем сексуальность девушки. Вместе с тем, Кейси Хадсон подчеркнул, что внешность Миранды и Джек (которая носит очень открытую одежду) была выбрана не для коммерческих целей. Разработчики даже хотели, чтобы игроки поначалу «возненавидели» этих героинь: Миранду за её подчёркнутую идеальность, а Джек — за резкость и нежелание идти на контакт. Однако, по мнению Хадсона, спустя некоторое время игроки поймут, что у девушек непростая судьба и богатая предыстория, и полюбят их.
Другой новый персонаж — Тейн Криос, представитель дреллов, — был введён в ответ на пожелания игроков женского пола, желающих заводить отношения с персонажами-мужчинами. Таким образом, было решено создать привлекательного инопланетянина в противоположность азари, полюбившейся многим игрокам-мужчинам в Mass Effect. Разработчики начали с опроса среди женской половины команды, чтобы понять, что их привлекает больше всего в инопланетянах. В результате ранний образ Тейна был очень похожим на человеческий, но с красными узорами на лице, однако женщины остались недовольны результатом; поэтому персонаж был переработан и стал похожим на рептилию или амфибию. Прототипом послужил Эйб Сапиен, персонаж из вселенной «Хеллбой». Так Тейн приобрёл свой окончательный вид человекообразного ящера с крупными глазами и маленьким носом. Изначально планировалось, что у Тейна будет более открытая одежда с обнажённой грудью, но это не соответствовало бы его работе ассасина.
C другим значимым персонажем — Мордином Солусом, представителем саларианцев, — Шепард не может заводить отношения. Мордин создавался как комический персонаж, не лишённый ноток драматизма: он выглядит несерьёзным, но является известным учёным, модифицировавшим генофаг для контроля за популяцией кроганов. Над персонажем работал Патрик Уикс; согласно его ранним концепциям, Мордин является бывшим военным преступником или персонажем, пошедшим на тяжёлый моральный выбор, но не усомнившимся в своих действиях. В качестве архетипа Патрик использовал Маршалла Флинкмана из телесериала «Шпионка». Майкл Битти, озвучивающий персонажа, отметил, что для бо́льшего соответствия образу ему приходилось озвучивать диалоги с Мордином, говоря «в нос». Самара, представительница азари, задумывалась как персонаж с сильным характером, а кроган Грант — как идеальная машина убийства, но страдающий из-за своей неопытности и излишней напыщенности. Касуми же представляет таинственного персонажа с неясным прошлым.
Команда BioWare намеренно отказалась от гомосексуальных отношений в игре. Любовь, по мнению Кейси Хадсона, это важная часть истории, однако разработчики рассматривали игру как фильм для детей от тринадцати лет, и потому предпочли остаться в традиционных рамках. Рэй Музика подчеркнул, что философия компании — предоставлять игрокам возможность выбора, и она не изменится в последующих работах. Однако для некоторых игр у сценаристов есть определённое видение того, каким должен быть персонаж, какими должны быть его личностные качества и как он будет взаимодействовать с окружающим миром. Такой подход значительно отличает Mass Effect 2 от Dragon Age 2, другой RPG, созданной BioWare, в которой, напротив, с любым сопартийцем можно было вступить в однополые отношения — это понравилось далеко не всем игрокам.

### Озвучивание и звуковые эффекты
Mass Effect 2 озвучивали 90 актёров, которые исполнили роли 546 персонажей, озвучив в общей сложности более 25 000 строк текста (другие сотрудники называли число в 30 000 строк). Марк Мир, актёр, озвучивавший главного героя мужского пола, в своём интервью сказал, что голосовых записей для игры было сделано вдвое больше, чем для первой части. Были вновь приглашены Кит Дэвид и Сет Грин, ранее озвучивавшие Дэвида Андерсона и Джокера соответственно. Также в работе приняли участие Керри-Энн Мосс, Ивонн Страховски и Адам Болдуин. Разработчики тщательно подбирали актёров озвучивания и периодически делали перезаписи диалогов, чтобы они глубже отражали эмоции и характеры персонажей. Марк Мир отметил:
Мы [вместе с Дженифер Хейл, озвучивавшей Шепард женского пола] знали, что вне зависимости от любых обстоятельств Шепард оставался военным, и это необходимо было учитывать. Нужно было озвучить персонажа так, чтобы голос подходил как благородному, самоотверженному герою, так и жестокому, безжалостному отступнику. Я записал несколько вариантов голосов, и команда BioWare помогала мне двигаться в том направлении, которое соответствовало их идеям развития персонажа. Как и любая другая работа, касающаяся разработки игры, это было совместное сотрудничество. 
Оригинальный текст (англ.)We knew that no matter what might change about Shepard, he was military, so that had to be taken into consideration. We also had to find a voice that could fit both a noble, selfless Paragon or a bloodthirsty, ruthless Renegade. I’d done a couple of variations on the voice in the audition process, and Bioware helped steer me in the direction they wanted the character to go. Like anything involved in making a game, it was a collaborative process.
Перед каждым актёром стояли разные задачи: от кого-то требовалась доля юмора, от другого, наоборот, таинственность. Для некоторых персонажей необходимо было наличие акцента, например, для Касуми, чтобы подчеркнуть её азиатское происхождение. Для персонажей-инопланетян и роботов применялись компьютерные программы, изменяющие тембр голоса, чтобы придать менее человеческое звучание. Так, Легион должен был давать информативные, но наиболее краткие ответы, состоящие из нескольких слов.
Райан Уорден, отвечавший за локализацию, рассказал, что игра переводилась на восемь языков, включая русский, чешский и испанский. Переводчики работали синхронно с остальной командой и получали как можно больше информации, чтобы понимать контекст реплик. Сотрудники BioWare создали специальный «набор для перевода», в который входило руководство по произношению, базу данных персонажей и другие документы — таким образом, локализаторам не приходилось постоянно задавать вопросы и ждать ответов, теряя время. Для каждого персонажа был указан пол, вид, значимость для сюжета и даже (при необходимости) информация о его юмористической роли, чтобы шутку можно было адекватно передать на разные языки. В результате, общее количество слов во всех языковых версиях Mass Effect 2 составило более 2,5 миллиона, а для озвучивания были привлечены 350 актёров, которым потребовалось более 300 дней для завершения работы.
Практически все звуки, встречавшиеся в первой части серии, были переделаны в связи с переходом на новое оборудование и программное обеспечение — в частности, был задействован движок Audiokinetic Wwise, комплекс Pro Tools и звуковой редактор Sound Forge. Роб Блейк, лидер команды, отвечавшей за звуковое сопровождение, потратил целый год для подготовки всех систем и создания базы, на основе которой следующие восемь месяцев велась основная работа. Одной из наиболее сложных задач стало придание каждому миру своей атмосферы с точки зрения звукового сопровождения. Как пояснил один из звуковых инженеров, кроганы — достаточно отсталый в техническом плане вид, поэтому для их планеты были выбраны более «грязные» звуки: скрежет старых механизмов и свист вырывающегося пара. На кораблях кварианцев, значительно более продвинутого вида, звуки, напротив, гораздо тише и «чище». Звуковые эффекты биотических умений были практически полностью синтезированы; их звучание подчёркивает тот факт, что биотика искривляет пространство. Для записи некоторых эффектов — например, ударов пуль о броню, — были задействованы предметы из реального мира, такие как мотоциклетная защита и ботинки для горнолыжного спорта. Звуковое сопровождение для сложных кинематографических вставок было разделено на несколько потоков. Это позволяло проигрывать саундтрек, не прерывая его, и воспроизводя при этом необходимые эффекты в зависимости от действий игрока, в частности, выбранных ответов в диалогах.

## Анонс и выход
Впервые игра была представлена 17 марта 2009 года на Game Developers Conference. Короткий тизер породил беспокойство среди фанатов, так как демонстрировал фрагменты из досье Шепарда, согласно которому капитан погиб в бою; на последних кадрах на экране появлялся гет (Легион), носящий фрагменты брони N7. Анонсировалось, что игра будет выпущена не только для персональных компьютеров, но и для игровой приставки Xbox 360. В июне 2009 года Mass Effect 2 была представлена на выставке Electronic Entertainment Expo, где вместе с демоверсией были показаны новые возможности геймплея. Разработчики заверили фанатов, что Шепард выживет и останется главным героем, однако может погибнуть во время выполнения последней миссии. Выход игры был запланирован на 16 октября 2009 года. Игроки, сделавшие предварительный заказ, получали бонусное оружие и броню. Кроме того, компания EA вместе с Dr. Pepper запустила рекламную акцию, снабдив часть продукции (в частности, бутылки из-под газировки) промокодами, активировав которые игроки могли выбрать загружаемый контент для одной из игр, в частности Mass Effect 2, Spore, Battlefield Heroes и других. Игроки, владеющие зарегистрированной копией Dragon Age: Origins, получали Броню Кровавого дракона, которой мог быть экипирован Шепард.

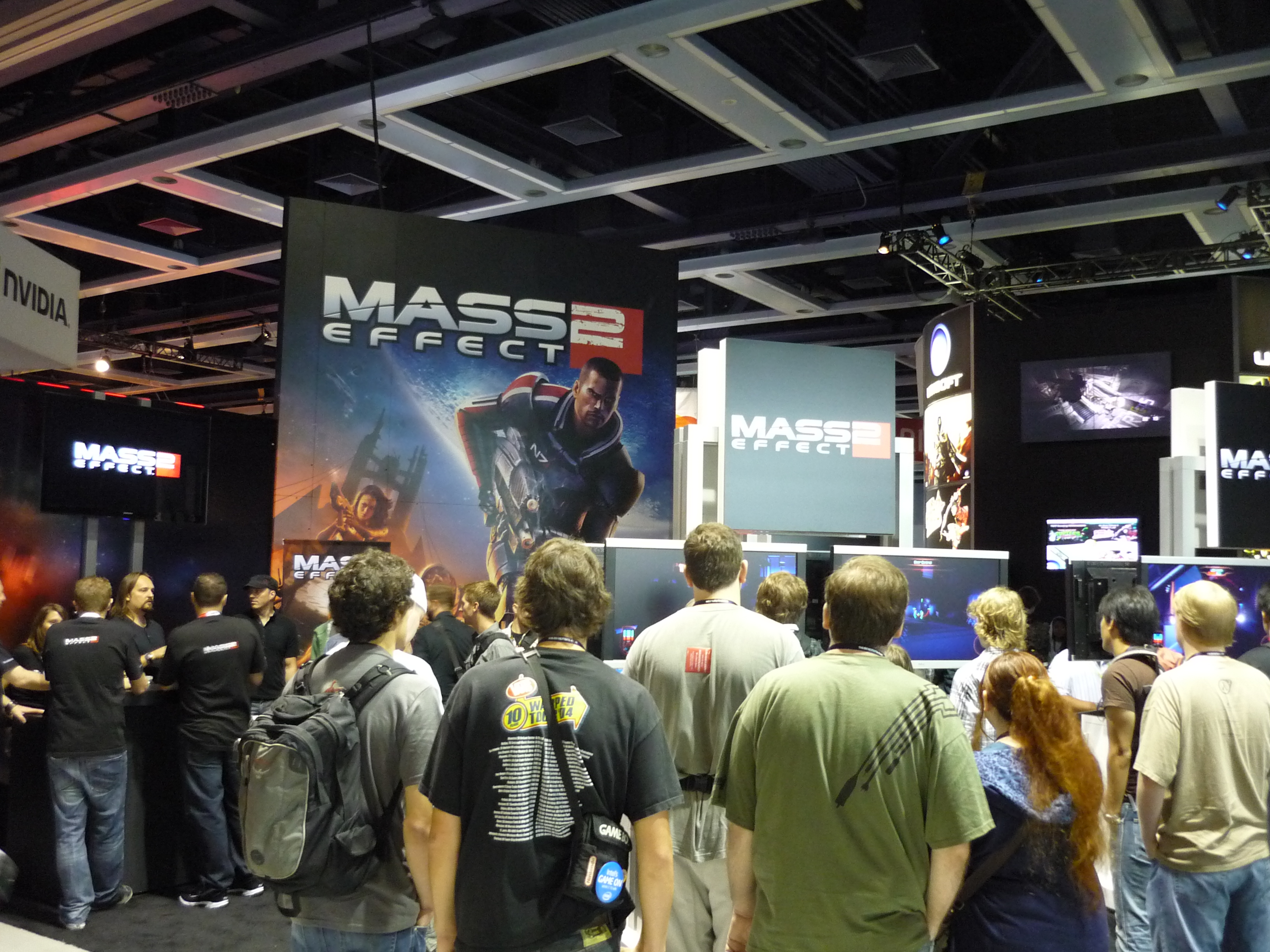
Mass Effect 2 на выставке Penny Arcade Expo 6 сентября 2009 года

За несколько месяцев до выхода игры команда BioWare выпустила шесть руководств к игре и кинематографический трейлер. Игра была доступна в трёх изданиях: стандартное, digital deluxe и коллекционное. В коллекционное издание входили иллюстрированное издание «Art of Mass Effect 2», DVD с материалами, рассказывающими о создании игры, бонусный внутриигровой контент и первая глава серии комиксов Mass Effect: Искупление.
Выход игры для Microsoft Windows и Xbox 360 состоялся 26 января 2010 года в США и 29 января 2010 года в Европе. В качестве подарка покупатель получал код для бесплатного доступа к «Сети „Цербер“» — игровому порталу, через который можно было скачивать дополнительные материалы к игре. Несмотря на это, те, кто приобрели подержанную копию игры, должны были дополнительно платить за доступ к «Сети». BioWare объяснила это внутриигровым маркетингом, так как, например, компании GameStop, разрешающей своим пользователям продавать подержанную игру за более низкую цену, это не приносит никаких доходов. Фернандо Мело, директор по развитию BioWare, отметил, что 11 % от всего скачиваемого контента приходится на «Сеть „Цербер“». Ценовая политика подверглась критике со стороны ряда фанатов, которые жаловались на завышенные цены на дополнительные материалы. Кроме того, игроки замечали, что, не имея доступа к дополнительным предметам, пройти некоторые миссии очень сложно — таким образом, фанатов подталкивают к приобретению загружаемого контента.
В России игра с рейтингом 18+ вышла 28 января 2010 года для персональных компьютеров. Её изданием и локализацией занималась компания «СофтКлаб», которая решила оставить оригинальные диалоги на английском языке и использовать субтитры. Для Xbox 360 игра вышла 8 февраля 2010 года, a для PlayStation 3 — 27 января 2011 года. В ОАЭ Mass Effect 2, наряду с Mafia 2, Darksiders, Dragon Age и рядом других игр, была запрещена для продажи. Причиной запрета стало наличие сцен жестокости, присутствие азартных игр, алкоголя и эротических сцен.
17 августа 2010 года на выставке Gamescom BioWare анонсировала версию игры для PlayStation 3. Microsoft объявила, что, несмотря на потерю исключительности игры (ввиду возможности её запуска на другой игровой приставке), версия Mass Effect 2 для Xbox 360 является лучшей — в частности, за счёт того, что владельцы PS3 не смогут перенести сохранённые данные из Mass Effect, которая не выходила на этой платформе. Версия игры для PlayStation 3 была выпущена 18 января 2011 года в США и 21 января 2011 года в Европе. В отличие от изданий для Xbox 360 и Microsoft Windows, использующих в качестве носителей два DVD, издание для PS3 было выполнено на диске Blu-ray. 10 % от общих продаж игры для PS3 пришлось на покупки цифровой копии через сервис PlayStation Network. В апреле 2011 года было объявлено, что по всему миру продано семь миллионов копий Mass Effect и Mass Effect 2. В 2012 году для Microsoft Windows, Xbox 360 и PlayStation 3 было выпущено особое издание, включающее в себя три игры серии.
В 2010 году BioWare обнародовала статистику, согласно которой 82 % игроков выбирают главного героя мужского пола, а 83 % изменяли стандартную внешность персонажа. Самый популярный выбираемый класс — солдат, а самый популярный напарник — Гаррус Вакариан. 10 % игроков не выпустили крогана Гранта из капсулы; во время самоубийственной миссии погибают в среднем 14 % компаньонов. Помимо этого, 65 % игроков избирают путь героя, а 35 % — отступника.

### Технические трудности
Вскоре после выхода игры стали появляться сообщения, что текст трудно читаем на экранах телевизоров со стандартной чёткостью ввиду малого размера шрифта. Разработчики BioWare объяснили, что это не ошибка, а дизайнерское решение. Мар Барлет, исполнительный директор некоммерческой организации The AbleGamers Foundation, выступающей за доступные для инвалидов компьютерные игры, раскритиковал данную особенность, отметив, что размер и цвет текста неудобны для восприятия. Изучив жалобы, команда BioWare признала свою ошибку, но также отметила, что данную проблему невозможно исправить с помощью патча. Разработчики пообещали внимательнее относиться к данной проблеме при разработке следующих игр.
Среди других проблем наблюдались периодические зависания и «вылеты» при запуске игры на компьютерах с одноядерными процессорами, но данная проблема была решена с выпуском обновления. Второе обновление ускоряло время приобретения дополнительного контента и исправляло некоторые проблемы с загрузкой сохранённой игры. Когда игра вышла на PlayStation 3, также стали появляться жалобы на «вылеты» и повреждение файлов сохранений. Разработчики отреагировали на эти сообщения, обещая, что как можно быстрее постараются найти и исправить баги, одновременно прося посылать более подробные отчёты о возникших ошибках. В феврале 2011 года BioWare выпустила патч, исправляющий основные ошибки и баги в игре.

## Отзывы и критика
| Сводный рейтинг       | Сводный рейтинг | Сводный рейтинг | Сводный рейтинг |
| Издание               | Оценка          | Оценка          | Оценка          |
| Издание               | PC              | PS3             | Xbox 360        |
| --------------------- | --------------- | --------------- | --------------- |
| GameRankings          | 94,52 %         | 93,09 %         | 95,77 %         |
| Metacritic            | 94/100          | 94/100          | 96/100          |
| Иноязычные издания    |                 |                 |                 |
| Издание               | Оценка          | Оценка          | Оценка          |
| Издание               | PC              | PS3             | Xbox 360        |
| 1UP.com               | N/A             | A-              | A-              |
| Edge                  | N/A             | N/A             | 9/10            |
| Eurogamer             | N/A             | N/A             | 10/10           |
| Famitsu               | N/A             | 35/40           | 36/40           |
| Game Informer         | 9,75/10         | 9,5/10          | 9,75/10         |
| GamePro               | N/A             | [ 179 ]         | [ 187 ]         |
| GameRevolution        | A-              | A-              | A-              |
| GameSpot              | 9/10            | 8,5/10          | 9/10            |
| GameSpy               | N/A             | [ 179 ]         | [ 189 ]         |
| GameTrailers          | N/A             | N/A             | 9,7/10          |
| IGN                   | 9,6/10          | 9,5/10          | 9,6/10          |
| PC Gamer (US)         | 90 %            | N/A             | N/A             |
| Русскоязычные издания |                 |                 |                 |
| Издание               | Оценка          | Оценка          | Оценка          |
| Издание               | PC              | PS3             | Xbox 360        |
| Absolute Games        | 74/100          | N/A             | N/A             |
| «Игромания»           | 9/10            | N/A             | N/A             |

Mass Effect 2 получила положительные отзывы критиков. Журналисты хвалили разнообразных, отлично проработанных персонажей, динамичное развитие сюжета, хорошую работу актёров озвучивания и графику. Джо МакНейли в обзоре для GamesRadar назвал Mass Effect 2 отличной игрой, где игроки взаимодействуют не просто с «полигонами и физикой», но и с философскими понятиями и даже «с самой материей повествования». По его мнению, персонажи органично вплетены в сюжетную линию, что «стало глотком свежего воздуха» в игровой индустрии, где под развитием персонажа подразумевается экипировка его «пистолетом, дробовиком или ракетной установкой». Владимир Горячев, журналист сайта Absolute Games, назвал Mass Effect 2 достойным B-movie, «обречённым на успех». По его мнению, игра невольно вызывает ностальгию по фантастической саге «Звёздный путь». Критик сайта Playground отметила, что не видит никакого смысла экранизировать Mass Effect в Голливуде, так как в игре уже есть свои актёры, режиссёры и сценаристы, а «Подопытная Ноль» (Джек) играет свою роль лучше Деми Мур (подразумевая фильм Солдат Джейн).
Положительно была оценена возможность переносить сохранённые данные из предыдущей части, а также степень влияния сделанных выборов на развитие сюжета. Высокой оценки также удостоились звуковое сопровождение, графика и общая атмосфера игры. На сайте GameSpot отмечалось, что первое бросающееся в глаза улучшение, — это именно графика. Мир Mass Effect 2, по сравнению с предыдущей частью, стал более проработанным и представляется более мрачным.
Некоторые сцены наполнены тёмно-красными и фиолетовыми тонами, придающими более богатый и зловещий оттенок; в одной из миссий обзору мешает жутковатый туман, а в другой дождь льёт как из ведра. Неяркое, наводящее меланхолию освещение в некоторых сценах даёт потрясающий эффект.
Оригинальный текст (англ.)Deep reds and glowing indigos saturate certain scenes, making them richer and more sinister; eerie fog limits your vision in one side mission, while rain pours down upon you in another. Subtle, moody lighting gives certain interactions great impact.Кевин Ван Орд, журналист GameSpot

### Сюжет и персонажи
Главным достоинством Mass Effect 2 критики назвали её интерактивную часть с диалогами, выполненными на высшем уровне. На сайте IGN игра была названа «очень личной», так как сюжет заставляет сопереживать героям. Майк Фэйхи, критик сайта Kotaku, назвал сюжет Mass Effect 2 «грандиозной космической оперой», а её героев — «непревзойдёнными исполнителями». По его мнению, игра не просто продолжает первую часть, но и делает большой шаг вперёд. Благодаря качественному озвучиванию диалоги идеально передают эмоции и личностные качества главных героев. Сюжет уделяет много внимания каждому члену команды, раскрывая его характер и историю. Кроме того, заводить отношения стало гораздо легче, чем в Mass Effect. Критик «Игромании» отметил, что диалоги мастерски срежессированны, а «каждая словесная перепалка превращается в захватывающее зрелище». Хотя игра и выполнена в жанре action/RPG, нет никакого смысла бросать все силы на «перестрелки в основных сюжетных миссиях», так как ключевую роль играет знакомство с разными персонажами, «благо ни один из них не заставит игрока скучать». В этом плане, по мнению критика, игра похожа на сериал «Светлячок», где у каждого героя в шкафу «спрятано целое кладбище скелетов». Журналист Eurogamer высоко оценил степень влияния отношений с членами команды на развитие сюжета. По его мнению, это позволяет игрокам чувствовать ответственность за свои решения. На сайте Game Revolution отмечалось, что персональные квесты «раскрывают [характеры] персонажей и помогают проникнуться их чувствами». Похожего мнения придерживается и критик сайта Playground, отметив, что, хотя сюжет в игре достаточно прост и следует известной формуле «пришёл, увидел, победил», он не кажется чрезмерно простым благодаря сюжетным линиям отдельных персонажей. Степень проработанности персонажей также была подчёркнута в отзыве журнала Edge. По мнению критика GamesRadar, даже если бы в игре были недоступны романтические отношения, сюжет всё равно оставался бы захватывающим.
Кевин Ван Орд с сайта GameSpot назвал сюжет «классической и предсказуемой научной фантастикой», радующей, однако, обилием драматических историй и разнообразием романтических и сексуальных сцен, которые представляются очень «зрелыми» и уместными. Мимика персонажей, по его мнению, также выполнена на высшем уровне. В обзоре RPGamer было подмечено, что диалоги и кат-сцены выглядят значительно лучше за счёт работы с камерой. «Сложно представить, что [кат-сцены] станут ещё лучше в Mass Effect 3», — заключает журналист. Игра актёров озвучивания также была высоко оценена. Так, на сайте IGN была выделена работа Мартина Шина, который озвучивал Призрака. Рецензент Game Informer писал, что музыкальное сопровождение «прекрасно сочетается» как с диалогами, так и со сценами сражения.
Помимо персонажей, критики отмечали важность выборов, сделанных игроком во время диалогов, которые влияют на ключевые моменты развития сюжета. Так, рецензент сайта Playground отметил, что в некоторых ситуациях главный(-ая) герой(-иня) вынужден(а) принимать важное решение очень быстро. О некоторых решениях в дальнейшем он(а) может пожалеть, но подобный приём несомненно добавляет игре дополнительные нотки экшена. Система героя/отступника, по мнению журналиста Kotaku, стала интереснее и непосредственнее и может влиять на развитие сюжета. Даже если игрок всегда стремится быть героем, в некоторых критических ситуациях, ради выгоды и «всеобщего блага», ему приходится использовать угрозы и насилие. Кевин Ван Орд, обозреватель GameSpot, отметил, что каждая отдельно взятая миссия на лояльность союзника не лишена неожиданных поворотов и моральных дилемм, а возможность прервать диалог в некоторых ключевых моментах добавляет новизны. Сюжет в игре, по его мнению, напоминает мыльную оперу (иногда с нотками юмора), а главный(-ая) герой(-иня) может как сочувствовать персонажам, так и радоваться их горю. «Очки героя и отступника независимы друг от друга, — пишет он, — что означает простую, но важную истину: волевые решения — это не выборы „или-или“, они не могут быть безусловно „хорошими“ или „плохими“». На сайте Absolute Games также была отмечена важность моральных выборов. Хотя, по мнению журналиста, многие из них «вырваны из учебника „101 клише BioWare“», подача сюжета выполнена на высоте. В обзоре Game Revolution система герой/отступник также была отнесена к положительным сторонам, однако отмечалось, что во многих эпизодах выбор «нейтральных» ответов фактически не приветствуется.
Вместе с тем, критики отмечали ряд недостатков, связанных с персонажами и развитием сюжета. В рецензии на сайте Kotaku говорится о том, что необходимость проходить миссии на лояльность начинает «приедаться», так как формула «собери команду, каждый член которой рано или поздно начнёт делиться личными переживаниями», остаётся неизменной со времён Star Wars: Knights of the Old Republic. Кроме того, отмечался тот факт, что вся игра фактически «не имеет собственного сюжета» и является «как будто прелюдией к третьей части» — это роднит её с фильмом «Звёздные войны. Эпизод V: Империя наносит ответный удар». Точку зрения обозревателя Kotaku разделяет и журналист сайта Absolute Games, называя историю «куцей». Он замечает, что сбор отряда фактически является самоцелью игры. «Ступив на борт, помощники гурьбой идут к капитану с личными просьбами», — говорится в обзоре. На сайте журнала «Игромания» также было замечено, что персонажи мало взаимодействуют с кем-либо, кроме главного героя. Журналист GamesRadar был разочарован тем, что игрокам не дали возможность воссоединиться с возлюбленными из предыдущей части. На сайте Game Revolution отмечалось, что разработчики так и не ввели в игру представительниц женского пола некоторых видов (в частности, турианцев и кроганов), а детей в Mass Effect 2 нет вовсе.

### Геймплей и игровой мир
Преимущественно в положительном ключе критики отзывались о новой боевой системе и изменённом инвентаре, которым стало гораздо удобнее пользоваться. Вместе с этим, заметное упрощение элементов RPG встретило неоднозначные отзывы. Так, критик GameSpot отметил, что система RPG переработана таким образом, чтобы сделать бои захватывающими и жестокими, а возможные тактические варианты стали разнообразнее. Помимо этого, он назвал мини-игры «приятным дополнением»: они не надоедливы и длятся ровно столько, сколько нужно. По мнению рецензента Playground, новая ролевая система избавляет игрока от обязанности «возиться с десятком параметров и умений или копаться в бездонном инвентаре». Развитие навыков персонажей также стало гораздо легче, а недостатки выбранного класса можно легко компенсировать наличием в отряде напарников с соответствующими умениями. Бои стали более динамичными, и игроки быстро разберутся с новой системой. Похожего мнения придерживается и журналист Kotaku, отмечая, что новый инвентарь позволяет быстро и легко выбрать оружие для Шепард(а) и его спутников, не беспокоясь о том, какую броню они носят. На сайте Eurogamer отмечались простой и понятный интерфейс, а также удобный инвентарь, благодаря которому не приходится «читать документацию, чтобы сменить оружие». Журналист не считает, что Mass Effect 2 стала более простой: игроки могут экспериментировать с различными умениями и разрабатывать тактики ведения боя, что становится особенно актуальным на более высоких уровнях сложности. Обозреватель GamesRadar также похвалил игру за систему ведения боя и тактическое разнообразие: игрок может как оставаться в тылу, используя снайперские винтовки, так и сражаться в ближнем бою с помощью биотических навыков. Он также оценил возможность отправлять своих спутников на определённые огневые рубежи, отражая таким образом нападение с нескольких сторон.
Критик Playground отнесла отсутствие гранат к недостаткам. Также, по её мнению, враги достаточно «глупы»: они просто обстреливают укрытие игрока, не пытаясь при этом обойти его с тыла. Владимир Горячев с сайта Absolute Games неодобрительно отозвался об игровом процессе, отметив как упрощение механики и системы повреждений, так и более простую ролевую составляющую. Враги, по его мнению, берут, скорее, числом: «ума у них хватает максимум на то, чтобы встать за преградой». Критик сайта «Игромания» отметил, что боевая система значительно больше ориентирована на шутер, вынуждая активнее использовать укрытия, подбирать патроны и вовремя перезаряжать оружие. «Заядлые „эрпэгэшники“ наверняка сочтут [это] личным оскорблением», — заключает он. Критик GameSpot отметил бо́́льшую ограниченность в выборе оружия и экипировки. На сайте Game Revolution боевой интерфейс был отнесён к недостаткам: по мнению обозревателя, он чересчур перегружен, и в результате игрок просто перестаёт обращать на него внимание, особенно учитывая, что сражения обычно очень напряжённые.
Игровой мир и локации также были оценены неоднозначно. Так, Владимир Горячев похвалил игру за объединение локаций в более крупный игровой мир и отсутствие «всем ненавистных» лифтов. Вместе с тем он отметил, что уровни страдают «синдромом „copy/paste“». Аналогичное мнение высказала и критик Playground, отметив, что, хотя в Mass Effect 2 присутствует множество интересных диалогов и сцен, игра страдает от недостатка локаций, которые, кроме того, похожи друг на друга. Похожую точку зрения высказал рецензент сайта «Игромания», отметив недостаток локаций и тот факт, что в основном сюжете не фигурирует даже половина доступных звёздных систем. Некоторые журналисты также отмечали, что игра не лишена таких проблем, как внезапное «застревание» персонажа в текстурах или «зависание» в воздухе. В обзоре Eurogamer локации, напротив, удостоились похвалы. По мнению рецензента, они достаточно разнообразны, а разворачивающиеся на них события оставляют впечатление «реальности». Аналогичное мнение было высказано и на сайте Game Revolution.
Рецензенту Kotaku понравилась новая система исследования планет и сбора ресурсов, тогда как в обзоре GamesRadar она, напротив, названа одним из главных недостатков. Автор статьи считает, что поиск ресурсов занимает слишком много времени, становясь с каждым разом всё скучнее. С ним соглашается и критик Game Revolution, говоря, что этот процесс является необходимым, но чрезмерно простым и, как следствие, скучным.
В статье на сайте Gamasutra, анализирующем изменения в игре по сравнению с первой частью серии, говорится, что геймплей был практически полностью переработан и упрощён по сравнению с приквелом. Автор отмечает, что миссии теперь имеют чёткое выделенное начало и окончание, а мелких, но связанных друг с другом квестов нет вовсе. В Mass Effect 2, по его мнению, нет столь же обширной и населённой локации, как в «Цитадель» в первой части. Обозреватель высказывает гипотезу, что BioWare, устранив часть ролевой составляющей из своих RPG, поступила так же, как и Square Enix при разработке Final Fantasy XIII, хотя сделала это в совершенно другом ключе. Таким образом, может появиться новый тренд, по стопам BioWare пойдут другие разработчики, а Mass Effect 2 станет «шаблоном для одиночных игр в жанре экшен с разделением персонажей на классы и динамическим повествованием».

### Признание и охват

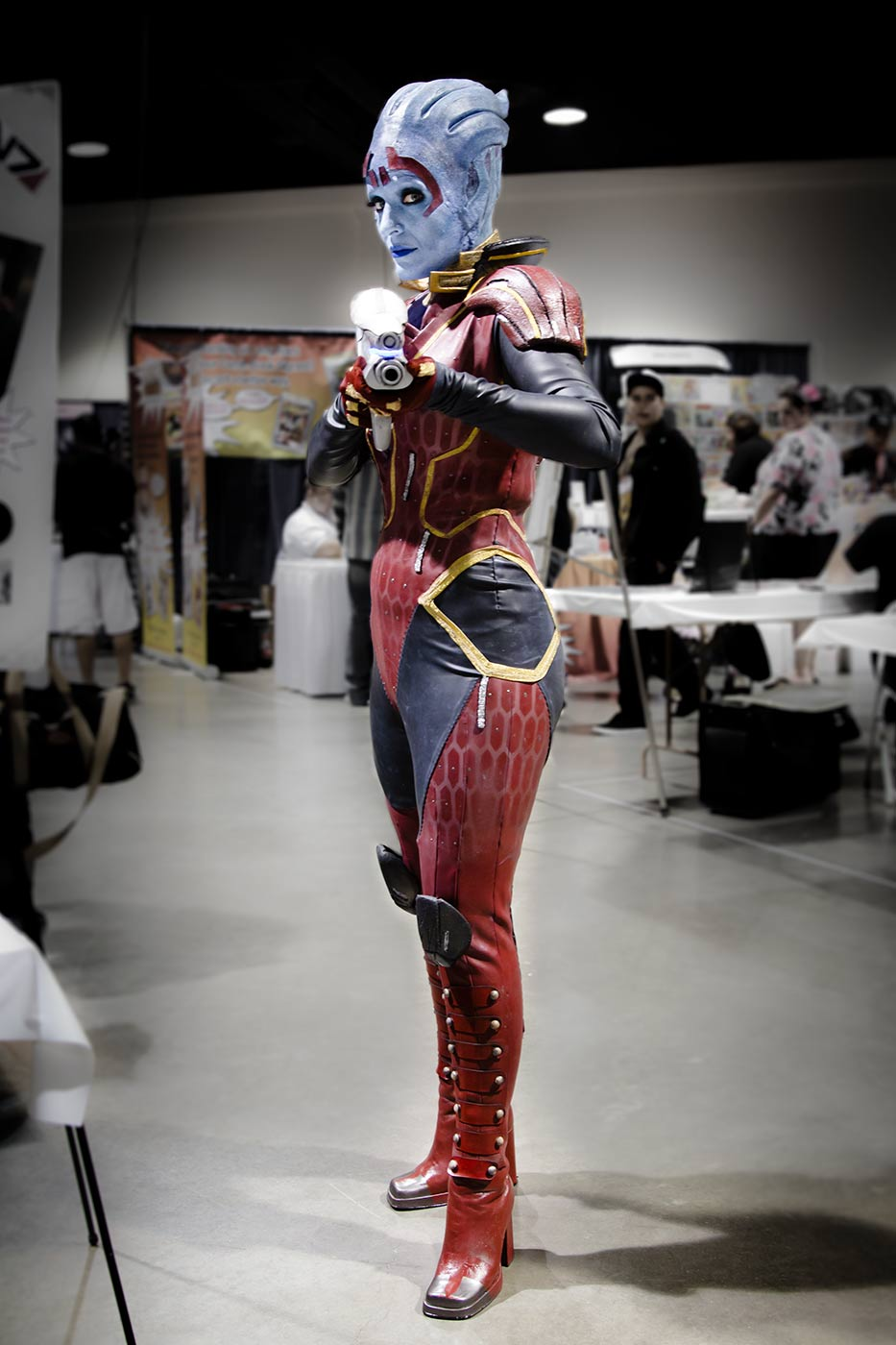
Косплей Самары на фестивале Comic-Con

За первую неделю компании Electronic Arts удалось продать более двух миллионов копий игры. Несмотря на то, что выход Mass Effect 2 состоялся в конце месяца, она стала второй самой продаваемой игрой для консолей в январе 2010 года (572 100 копий), уступив только New Super Mario Bros. Wii от Nintendo. По данным ресурса TorrentFreak, Mass Effect 2 заняла четвёртое место по количеству скачанных пиратских копий в 2010 году (более трёх миллионов); «победительницей» оказалась Call of Duty: Black Ops.
Mass Effect 2 получила множество различных наград. Так, на четырнадцатой церемонии награждения Академии интерактивных искусств и наук она победила в номинациях «Игра года», «Лучшая ролевая игра», «Лучшая однопользовательская игра» и «Выдающийся сюжет». На церемонии награждения Spike Video Game Awards были завоёваны награды «Лучшая игра для Xbox 360» и «Лучшая ролевая игра»; BioWare также была удостоена награды «Студия года». В 2011 году на вручении премии Canadian Videogame Awards Mass Effect 2 была названа «Игрой года», «Лучшей игрой для консолей», а также получила награды «Лучший игровой дизайн» и «Лучший сценарий». Она также стала игрой года по версии Британской Академии кино и телевизионных искусств. На церемонии награждения Game Developers Choice Awards Mass Effect 2 получила премию за лучший сценарий, а также была названа игрой года и лучшей RPG по версии Golden Joystick Awards. Компания Industry Gamers поместила основателей BioWare Рея Музику и Грега Зещука на девятую строчку в списке людей, оказавших наибольшее влияние на игровую индустрию в 2010 году.
Среди персонажей Mass Effect 2 наибольшего внимания удостоилась Миранда Лоусон. Ивонн Страховски, озвучивавшая девушку (и подарившая ей свою внешность), получила премию «Лучшему актёру озвучивания (женская роль)» по версии Spike Video Game Awards. Журнал Complex включил Миранду в список «11 лучших задниц в компьютерных играх», «25 самых симпатичных цыпочек в играх», а также поставил на 40 место в списке «50 самых горячих персонажей». UGO Networks присудил Миранде девятое место в списке «Самые горячие вымышленные женщины», опубликованном в 2012 году, а сайт MSN внёс брюнетку в список самых «горячих женщин» в истории компьютерных игр.
Джек («Подопытная Ноль») попала в десятку «самых недооцененных персонажей Mass Effect» по версии сайта io9. По мнению автора, она даже может занять место Шепарда благодаря своей богатой предыстории. Тали’Зора, другая соратница Шепарда, полюбилась фанатам ещё в первой части. В Mass Effect 2 появилась возможность завести с ней роман; во время романтической сцены Шепард видит лицо кварианки (которое обычно скрыто шлемом), однако ракурс камеры не позволял увидеть его игроку. Это стало сильным разочарованием для многих фанатов и породило мем «Tali’s Face» (с англ. — «Лицо Тали»), суть которого заключается в пародировании внешности Тали в этой сцене. Мэтт Родес, один из художников игры, впоследствии рассказывал, что споры о том, стоит ли открывать лицо Тали, велись ещё во время работы над первой частью серии. По его мнению, это было бы интересной идеей, ведь игроки ничего не знают о её внешности и относятся к Тали скорее как к «подруге по переписке». «Стали бы [игроки] относиться к ней по-прежнему, если бы её внешность оказалась непривычной для человеческого глаза, отталкивающей? Или посчитали бы, что её характер и история важнее?» — пишет Родес в своём блоге. Несмотря на популярность Тали, журнал PC Gamer назвал её одним из самых скучных персонажей, когда-либо созданных BioWare: она «чрезмерно серьёзна» и постоянно «бубнит о кварианских традициях и как была тяжела жизнь во флоте». По мнению автора статьи, даже её маска является достаточно «дешёвым» приёмом для придания загадочности.
Игра породила ряд других интернет-мемов. Например, популярной стала фраза «Я капитан Шепард и это мой любимый магазин на Цитадели» (англ. I'm Commander Shepard and this is my favorite store in the Citadel), которую главный герой может произнести несколько раз за игру, рекламируя магазины ради получения скидки. Этот мем часто пародируется путём замены нескольких слов, например: «Я капитан Шепард и это мой любимый видеоролик на YouTube». Кейси Хадсон отметил, что появление подобных мемов помогает команде разработчиков лучше понять, что больше всего запомнилось людям и каких персонажей они считают наиболее интересными.
Mass Effect 2 стала одним из восьмидесяти экспонатов выставки Art of Video Games (с англ. — «Искусство видеоигр»), проводимой Смитсоновским музеем американского искусства. Организаторы отбирали наиболее влиятельные и выделяющиеся компьютерные игры за последние сорок лет. Mass Effect 2 заняла первое место в чарте «100 лучших современных игр», опубликованном IGN. Сайт WatchMojo в 2014 году также поставил её на первое место в списке лучших игр, изданных Electronic Arts. Журнал Empire присвоил Mass Effect 2 восемнадцатое место в списке «100 величайших игр в истории»; при этом первая часть серии заняла тридцатую строчку. Игра также вошла в книгу «1001 видеоигра, в которые стоит поиграть перед смертью». Согласно опросу, проведённому журналом PC Gamer, вторую часть признали лучшей среди всех игр серии более половины респондентов (две другие части получили примерно по 22 % голосов). К положительным сторонам игры участники опроса отнесли детально проработанный мир, хороший баланс между развитием сюжета и сражениями, а также тот факт, что Шепард позиционировался не как «избранный», а просто как человек, «оказавшийся не том месте и не в то время».
Вместе с тем, Mass Effect 2 обвинялась в сексизме. В частности, по мнению журналиста 1UP.com, азари были введены специально для того, чтобы игроки могли «пожирать [представительниц] глазами». «Что, есть какой-то закон, заставляющий матриархов азари […] носить как можно более глубокое декольте?» — пишет он. Журналист также отмечает, что к Миранде Лоусон невозможно проникнуться сочувствием, так как во многих сценах намеренно сделан акцент на её фигуре. С ним соглашается обозреватель PC Gamer, замечая, что Миранда служит скорее «украшением», чем полноценным персонажем.

## Дальнейшие события
Серия Mass Effect изначально планировалась как трилогия, поэтому разработка третьей части началась практически сразу после выхода Mass Effect 2. Сиквел, названный Mass Effect 3, был выпущен 6 марта 2012 года для Windows, Xbox 360 и PlayStation 3, а 18 ноября 2012 года — для Wii U. Действие игры начинается на Земле, через несколько месяцев после событий дополнения Прибытие. Сюжет вновь может сильно изменяться в зависимости от выборов, сделанных игроком в предыдущих частях, однако главного(-ую) героя(-иню) нельзя импортировать, если он(а) погибает в конце Mass Effect 2. В отличие от предыдущих игр, в Mass Effect 3 присутствует поддержка многопользовательской игры. Игра получила высокие оценки критиков, хотя многие фанаты утверждали, что концовка не соответствует их ожиданиям, а журнал Wired назвал Mass Effect 3 одним из главных разочарований 2012 года в индустрии компьютерных игр именно из-за окончания.
Представители BioWare заявляли, что третья часть завершает повествование о капитане Шепард(е), и последующие игры серии будут иметь совершенно иной сюжет. 9 июня 2014 года на выставке Electronic Entertainment Expo 2014 была официально анонсирована новая часть под названием Mass Effect: Andromeda. Сюжет игры разворачивается в Туманности Андромеды спустя более 600 лет после завершения событий Mass Effect 3. Релиз игры состоялся 21 марта 2017 года.

## Комментарии
1. ↑  Выбор имени не влияет на диалоги, так как главного героя всегда называют «Шепард» или «капитан».
2. ↑  Биотика (англ. Biotics) — это сверхъестественные способности, позволяющие силой мысли контролировать поля эффекта массы с помощью силы нулевого элемента, для чего требуется вживление в голову специального имплантата. Азари не нуждаются в них, так как от природы обладают способностями к управлению биотикой.
3. ↑  В Mass Effect выясняется, что ретрансляторы были созданы Жнецами, а не протеанами[ME 1].
4. ↑  Состав совета меняется в зависимости от действий игрока в Mass Effect.
5. ↑  Синтетическими называются виды, созданные искусственным путём.
6. ↑  В случае гибели Шепард(а) с Призраком разговаривает Джокер.
7. ↑  Виртуальный интеллект — это усовершенствованная форма программного пользовательского интерфейса, которая может использовать различные методы симуляции естественного разговора (аудиоинтерфейс и изображение личности, с которой происходит взаимодействие). Виртуальный интеллект может демонстрировать признаки разума, но неспособен к самообучению и принятию самостоятельных решений.
8. ↑  Только если в первой части Шепард завёл(-ела) роман с Лиарой.